# A Mahasz Rádiós Top 40 listájának első helyezettjei
Ez az oldal a Magyar Hangfelvétel-kiadók Szövetsége által minden héten közzé tett Rádiós Top 40 játszási listájának első helyezettjeit tartalmazza.

## Első helyezettek

### 2025
| Dátum        | Dal              | Előadó                                  | Forrás |
| ------------ | ---------------- | --------------------------------------- | ------ |
| December 27. | Stumblin’ In     | Cyril                                   | [ 1 ]  |
| Január 3.    | Lifetimes        | Katy Perry                              | [ 2 ]  |
| Január 10.   | Forever Young    | David Guetta feat. Alphaville & Ava Max | [ 3 ]  |
| Január 17.   | Lifetimes        | Katy Perry                              | [ 4 ]  |
| Január 24.   | Lifetimes        | Katy Perry                              | [ 5 ]  |
| Január 31.   | Lifetimes        | Katy Perry                              | [ 6 ]  |
| Február 7.   | Lose Control     | Teddy Swims                             | [ 7 ]  |
| Február 14.  | Lifetimes        | Katy Perry                              | [ 8 ]  |
| Február 21.  | Still Into You   | Cyril & maryjo                          | [ 9 ]  |
| Február 28.  | Stumblin’ In     | Cyril                                   | [ 10 ] |
| Március 7.   | It Feels So Good | Matt Sassari, HUGEL feat. Sonique       | [ 11 ] |
| Március 14.  | It Feels So Good | Matt Sassari, HUGEL feat. Sonique       | [ 12 ] |
| Március 21.  | The Door         | Teddy Swims                             | [ 13 ] |
| Március 28.  | It Feels So Good | Matt Sassari, HUGEL feat. Sonique       | [ 14 ] |
| Április 4.   | The Door         | Teddy Swims                             | [ 15 ] |
| Április 11.  | It Feels So Good | Matt Sassari, HUGEL feat. Sonique       | [ 16 ] |
| Április 18.  | It Feels So Good | Matt Sassari, HUGEL feat. Sonique       | [ 17 ] |
| Április 25.  | It Feels So Good | Matt Sassari, HUGEL feat. Sonique       | [ 18 ] |
| Május 2.     | It Feels So Good | Matt Sassari, HUGEL feat. Sonique       | [ 19 ] |
| Május 9.     | It Feels So Good | Matt Sassari, HUGEL feat. Sonique       | [ 20 ] |
| Május 16.    | The Door         | Teddy Swims                             | [ 21 ] |
| Május 23.    | It Feels So Good | Matt Sassari, HUGEL feat. Sonique       | [ 22 ] |
| Május 30.    | It Feels So Good | Matt Sassari, HUGEL feat. Sonique       | [ 23 ] |
| Június 6.    | The Door         | Teddy Swims                             | [ 24 ] |
| Június 13.   | Beautiful People | David Guetta & Sia                      | [ 25 ] |
| Június 20.   | Beautiful People | David Guetta & Sia                      | [ 26 ] |
| Június 27.   | It Feels So Good | Matt Sassari, HUGEL feat. Sonique       | [ 27 ] |
| Július 4.    | Be Mine          | Kamrad                                  | [ 28 ] |
| Július 11.   | Be Alright       | Joel Corry                              | [ 29 ] |
| Július 18.   | Be Alright       | Joel Corry                              | [ 30 ] |
| Július 25.   | Be Alright       | Joel Corry                              | [ 31 ] |
| Augusztus 1. | Be Mine          | Kamrad                                  | [ 32 ] |
| Augusztus 8. | Ordinary         | Alex Warren                             | [ 33 ] |

### 2024
| † | A 2024-es összesített lista első helyezettjét jelzi |

| Dátum          | Dal                                   | Előadó                                   | Forrás |
| -------------- | ------------------------------------- | ---------------------------------------- | ------ |
| December 29.   | Lottery                               | Latto feat. Lu Kala                      | [ 34 ] |
| Január 5.      | Greedy                                | Tate McRae                               | [ 35 ] |
| Január 12.     | Sweet Goodbye                         | Robin Schulz                             | [ 36 ] |
| Január 19.     | Better Off (Alone, Pt. III)           | Alan Walker x Dash Berlin x Vikkstar     | [ 37 ] |
| Január 26.     | Do It Again                           | Ray Dalton                               | [ 38 ] |
| Február 2.     | Do It Again                           | Ray Dalton                               | [ 39 ] |
| Február 9.     | Better Off (Alone, Pt. III)           | Alan Walker x Dash Berlin x Vikkstar     | [ 40 ] |
| Február 16.    | Substitution                          | Purple Disco Machine x Kungs             | [ 41 ] |
| Február 23.    | Better Off (Alone, Pt. III)           | Alan Walker x Dash Berlin x Vikkstar     | [ 42 ] |
| Március 1.     | Better Off (Alone, Pt. III)           | Alan Walker x Dash Berlin x Vikkstar     | [ 43 ] |
| Március 8.     | Drinkin′                              | Joel Corry x MK feat. Rita Ora           | [ 44 ] |
| Március 15.    | Rock My Body                          | R3HAB, Inna, Sash!                       | [ 45 ] |
| Március 22.    | Can’t Tame Her                        | Zara Larsson                             | [ 46 ] |
| Március 29.    | Do It Again                           | Ray Dalton                               | [ 47 ] |
| Április 5.     | Better Off (Alone, Pt. III)           | Alan Walker x Dash Berlin x Vikkstar     | [ 48 ] |
| Április 12.    | Car Keys (Ayla)                       | Alok & Ava Max                           | [ 49 ] |
| Április 19.    | The Sound of Silence                  | Disturbed                                | [ 50 ] |
| Április 26.    | When We Were Young (The Logical Song) | David Guetta & Kim Petras                | [ 51 ] |
| Május 3.       | The Sound of Silence                  | Disturbed                                | [ 52 ] |
| Május 10.      | When We Were Young (The Logical Song) | David Guetta & Kim Petras                | [ 53 ] |
| Május 17.      | The Sound of Silence                  | Disturbed                                | [ 54 ] |
| Május 24.      | Overdrive                             | Ofenbach feat. Norma Jean Martine        | [ 55 ] |
| Május 31.      | The Sound of Silence                  | Disturbed                                | [ 56 ] |
| Június 7.      | The Sound of Silence                  | Disturbed                                | [ 57 ] |
| Június 14.     | Do It Again                           | Ray Dalton                               | [ 58 ] |
| Június 21.     | Deep in Your Love                     | Alok & Bebe Rexha                        | [ 59 ] |
| Június 28.     | The Sound of Silence                  | Disturbed                                | [ 60 ] |
| Július 5.      | Deep in Your Love                     | Alok & Bebe Rexha                        | [ 61 ] |
| Július 12.     | The Sound of Silence                  | Disturbed                                | [ 62 ] |
| Július 19.     | The Sound of Silence                  | Disturbed                                | [ 63 ] |
| Július 26.     | Stumblin’ In                          | Cyril                                    | [ 64 ] |
| Augusztus 2.   | The Sound of Silence                  | Disturbed                                | [ 65 ] |
| Augusztus 9.   | The Sound of Silence                  | Disturbed                                | [ 66 ] |
| Augusztus 16.  | Stumblin’ In                          | Cyril                                    | [ 67 ] |
| Augusztus 23.  | Stumblin’ In                          | Cyril                                    | [ 68 ] |
| Augusztus 30.  | The Sound of Silence                  | Disturbed                                | [ 69 ] |
| Szeptember 6.  | The Sound of Silence                  | Disturbed                                | [ 70 ] |
| Szeptember 13. | I Don’t Wanna Wait                    | David Guetta & OneRepublic               | [ 71 ] |
| Szeptember 20. | Summer′s Back                         | Alok & Jess Glynne                       | [ 72 ] |
| Szeptember 27. | The Sound of Silence                  | Disturbed                                | [ 73 ] |
| Október 4.     | Stumblin’ In                          | Cyril                                    | [ 74 ] |
| Október 11.    | The Sound of Silence                  | Disturbed                                | [ 75 ] |
| Október 18.    | The Sound of Silence                  | Disturbed                                | [ 76 ] |
| Október 25.    | The Sound of Silence                  | Disturbed                                | [ 77 ] |
| November 1.    | The Sound of Silence                  | Disturbed                                | [ 78 ] |
| November 8.    | The Sound of Silence                  | Disturbed                                | [ 79 ] |
| November 15.   | Stumblin’ In                          | Cyril                                    | [ 80 ] |
| November 22.   | Stumblin’ In                          | Cyril                                    | [ 81 ] |
| November 29.   | Cry Baby                              | Clean Bandit x Anne-Marie x David Guetta | [ 82 ] |
| December 6.    | Die with a Smile                      | Lady Gaga & Bruno Mars                   | [ 83 ] |
| December 13.   | Stumblin’ In                          | Cyril                                    | [ 84 ] |
| December 20.   | I Don’t Wanna Wait                    | David Guetta & OneRepublic               | [ 85 ] |

### 2023
| † | A 2023-as összesített lista első helyezettjét jelzi |

| Dátum          | Dal                  | Előadó                                    | Forrás  |
| -------------- | -------------------- | ----------------------------------------- | ------- |
| December 30.   | I’m Good (Blue) †    | David Guetta & Bebe Rexha                 | [ 86 ]  |
| Január 6.      | Million Dollar Baby  | Ava Max                                   | [ 87 ]  |
| Január 13.     | Million Dollar Baby  | Ava Max                                   | [ 88 ]  |
| Január 20.     | Million Dollar Baby  | Ava Max                                   | [ 89 ]  |
| Január 27.     | I Ain’t Worried      | OneRepublic                               | [ 90 ]  |
| Február 3.     | I’m Good (Blue) †    | David Guetta & Bebe Rexha                 | [ 91 ]  |
| Február 10.    | I’m Good (Blue) †    | David Guetta & Bebe Rexha                 | [ 92 ]  |
| Február 17.    | I’m Good (Blue) †    | David Guetta & Bebe Rexha                 | [ 93 ]  |
| Február 24.    | I’m Good (Blue) †    | David Guetta & Bebe Rexha                 | [ 94 ]  |
| Március 3.     | 10:35                | Tiësto & Tate McRae                       | [ 95 ]  |
| Március 10.    | 10:35                | Tiësto & Tate McRae                       | [ 96 ]  |
| Március 17.    | Flowers              | Miley Cyrus                               | [ 97 ]  |
| Március 24.    | Flowers              | Miley Cyrus                               | [ 98 ]  |
| Március 31.    | Flowers              | Miley Cyrus                               | [ 99 ]  |
| Április 7.     | Flowers              | Miley Cyrus                               | [ 100 ] |
| Április 14.    | Flowers              | Miley Cyrus                               | [ 101 ] |
| Április 21.    | Flowers              | Miley Cyrus                               | [ 102 ] |
| Április 28.    | Flowers              | Miley Cyrus                               | [ 103 ] |
| Május 5.       | Flowers              | Miley Cyrus                               | [ 104 ] |
| Május 12.      | Flowers              | Miley Cyrus                               | [ 105 ] |
| Május 19.      | Flowers              | Miley Cyrus                               | [ 106 ] |
| Május 26.      | Flowers              | Miley Cyrus                               | [ 107 ] |
| Június 2.      | Flowers              | Miley Cyrus                               | [ 108 ] |
| Június 9.      | Feel Alive           | Kamrad                                    | [ 109 ] |
| Június 16.     | Feel Alive           | Kamrad                                    | [ 110 ] |
| Június 23.     | Baby Don’t Hurt Me   | David Guetta feat. Anne-Marie & Coi Leray | [ 111 ] |
| Június 30.     | I’m Good (Blue) †    | David Guetta & Bebe Rexha                 | [ 112 ] |
| Július 7.      | 10:35                | Tiësto & Tate McRae                       | [ 113 ] |
| Július 14.     | Baby Don’t Hurt Me   | David Guetta feat. Anne-Marie & Coi Leray | [ 114 ] |
| Július 21.     | Baby Don’t Hurt Me   | David Guetta feat. Anne-Marie & Coi Leray | [ 115 ] |
| Július 28.     | Baby Don’t Hurt Me   | David Guetta feat. Anne-Marie & Coi Leray | [ 116 ] |
| Augusztus 4.   | Dance the Night      | Dua Lipa                                  | [ 117 ] |
| Augusztus 11.  | Dance the Night      | Dua Lipa                                  | [ 118 ] |
| Augusztus 18.  | Dance the Night      | Dua Lipa                                  | [ 119 ] |
| Augusztus 25.  | Dance the Night      | Dua Lipa                                  | [ 120 ] |
| Szeptember 1.  | Dance the Night      | Dua Lipa                                  | [ 121 ] |
| Szeptember 8.  | Dance the Night      | Dua Lipa                                  | [ 122 ] |
| Szeptember 15. | Dance the Night      | Dua Lipa                                  | [ 123 ] |
| Szeptember 22. | Dance the Night      | Dua Lipa                                  | [ 124 ] |
| Szeptember 29. | You Feel Like Summer | Kamrad                                    | [ 125 ] |
| Október 6.     | Flowers              | Miley Cyrus                               | [ 126 ] |
| Október 13.    | Rock My Body         | R3HAB, Inna, Sash!                        | [ 127 ] |
| Október 20.    | Substitution         | Purple Disco Machine x Kungs              | [ 128 ] |
| Október 27.    | React                | Switch Disco feat. Ella Henderson         | [ 129 ] |
| November 3.    | React                | Switch Disco feat. Ella Henderson         | [ 130 ] |
| November 10.   | Rock My Body         | R3HAB, Inna, Sash!                        | [ 131 ] |
| November 17.   | Hero                 | Alan Walker & Sasha Alex Sloan            | [ 132 ] |
| November 24.   | Car Keys (Ayla)      | Alok & Ava Max                            | [ 133 ] |
| December 1.    | Car Keys (Ayla)      | Alok & Ava Max                            | [ 134 ] |
| December 8.    | The Feeling          | Lost Frequencies                          | [ 135 ] |
| December 15.   | Rock My Body         | R3HAB, Inna, Sash!                        | [ 136 ] |
| December 22.   | Rock My Body         | R3HAB, Inna, Sash!                        | [ 137 ] |

### 2022
| † | A 2022-es összesített lista első helyezettjét jelzi |

| Dátum          | Dal                      | Előadó                           |
| -------------- | ------------------------ | -------------------------------- |
| December 31.   | My Head & My Heart       | Ava Max                          |
| Január 7.      | Bongo Cha Cha Cha        | Goodboys                         |
| Január 14.     | Bongo Cha Cha Cha        | Goodboys                         |
| Január 21.     | My Head & My Heart       | Ava Max                          |
| Január 28.     | Sacrifice                | Bebe Rexha                       |
| Február 4.     | Sacrifice                | Bebe Rexha                       |
| Február 11.    | Hollywood                | LA Vision & Gigi D’Agostino      |
| Február 18.    | Happiness                | Tomcraft feat. Moguai & Ilira    |
| Február 25.    | Miles to Go              | Kaskade & Ella Vos               |
| Március 4.     | Hollywood                | LA Vision & Gigi D’Agostino      |
| Március 11.    | abcdefu †                | Gayle                            |
| Március 18.    | abcdefu †                | Gayle                            |
| Március 25.    | abcdefu †                | Gayle                            |
| Április 1.     | abcdefu †                | Gayle                            |
| Április 8.     | abcdefu †                | Gayle                            |
| Április 15.    | Hollywood                | LA Vision & Gigi D’Agostino      |
| Április 22.    | abcdefu †                | Gayle                            |
| Április 29.    | abcdefu †                | Gayle                            |
| Május 6.       | abcdefu †                | Gayle                            |
| Május 13.      | Úristen                  | VALMAR feat. Szikora Robi        |
| Május 20.      | abcdefu †                | Gayle                            |
| Május 27.      | Rampampam                | Minelli                          |
| Június 3.      | abcdefu †                | Gayle                            |
| Június 10.     | Rampampam                | Minelli                          |
| Június 17.     | abcdefu †                | Gayle                            |
| Június 24.     | abcdefu †                | Gayle                            |
| Július 1.      | Pepas                    | Farruko                          |
| Július 8.      | abcdefu †                | Gayle                            |
| Július 15.     | Pepas                    | Farruko                          |
| Július 22.     | Pepas                    | Farruko                          |
| Július 29.     | Pepas                    | Farruko                          |
| Augusztus 5.   | Maybe You′re the Problem | Ava Max                          |
| Augusztus 12.  | Maybe You′re the Problem | Ava Max                          |
| Augusztus 19.  | Ferrari                  | James Hype feat. Miggy Dela Rosa |
| Augusztus 26.  | Maybe You′re the Problem | Ava Max                          |
| Szeptember 2.  | Ferrari                  | James Hype feat. Miggy Dela Rosa |
| Szeptember 9.  | Maybe You′re the Problem | Ava Max                          |
| Szeptember 16. | Enemy                    | Imagine Dragons feat. JID        |
| Szeptember 23. | abcdefu †                | Gayle                            |
| Szeptember 30. | abcdefu †                | Gayle                            |
| Október 7.     | MMM                      | Minelli                          |
| Október 14.    | Won’t Forget You         | Shouse                           |
| Október 21.    | Won’t Forget You         | Shouse                           |
| Október 28.    | I Believe                | Kamrad                           |
| November 4.    | I Believe                | Kamrad                           |
| November 11.   | I Believe                | Kamrad                           |
| November 18.   | As It Was                | Harry Styles                     |
| November 25.   | I Believe                | Kamrad                           |
| December 2.    | Million Dollar Baby      | Ava Max                          |
| December 9.    | Million Dollar Baby      | Ava Max                          |
| December 16.   | I’m Good (Blue)          | David Guetta & Bebe Rexha        |
| December 23.   | I’m Good (Blue)          | David Guetta & Bebe Rexha        |

### 2021
| † | A 2021-es összesített lista első helyezettjét jelzi |

| Dátum          | Dal                | Előadó                              |
| -------------- | ------------------ | ----------------------------------- |
| Január 1.      | Paradise           | Meduza feat. Dermot Kennedy         |
| Január 8.      | Take You Dancing † | Jason Derulo                        |
| Január 15.     | Paradise           | Meduza feat. Dermot Kennedy         |
| Január 22.     | Take You Dancing † | Jason Derulo                        |
| Január 29.     | Take You Dancing † | Jason Derulo                        |
| Február 5.     | Head & Heart       | Joel Corry x MNEK                   |
| Február 12.    | Head & Heart       | Joel Corry x MNEK                   |
| Február 19.    | I Miss U           | Jax Jones & Au/Ra                   |
| Február 26.    | Paradise           | Meduza feat. Dermot Kennedy         |
| Március 5.     | Head & Heart       | Joel Corry x MNEK                   |
| Március 12.    | Head & Heart       | Joel Corry x MNEK                   |
| Március 19.    | Your Love (9PM)    | ATB x Topic x A7S                   |
| Március 26.    | Paradise           | Meduza feat. Dermot Kennedy         |
| Április 2.     | I Miss U           | Jax Jones & Au/Ra                   |
| Április 9.     | Your Love (9PM)    | ATB x Topic x A7S                   |
| Április 16.    | Wellerman          | Nathan Evans                        |
| Április 23.    | Save Your Tears    | The Weeknd                          |
| Április 30.    | Save Your Tears    | The Weeknd                          |
| Május 7.       | Wellerman          | Nathan Evans                        |
| Május 14.      | Save Your Tears    | The Weeknd                          |
| Május 21.      | Wellerman          | Nathan Evans                        |
| Május 28.      | Save Your Tears    | The Weeknd                          |
| Június 4.      | Jerusalema         | Master KG feat. Nomcebo             |
| Június 11.     | Save Your Tears    | The Weeknd                          |
| Június 18.     | Wellerman          | Nathan Evans                        |
| Június 25.     | Wellerman          | Nathan Evans                        |
| Július 2.      | Bad Habits         | Ed Sheeran                          |
| Július 9.      | Bad Habits         | Ed Sheeran                          |
| Július 16.     | Bad Habits         | Ed Sheeran                          |
| Július 23.     | Bad Habits         | Ed Sheeran                          |
| Július 30.     | Bad Habits         | Ed Sheeran                          |
| Augusztus 6.   | Bad Habits         | Ed Sheeran                          |
| Augusztus 13.  | Bad Habits         | Ed Sheeran                          |
| Augusztus 20.  | Bad Habits         | Ed Sheeran                          |
| Augusztus 27.  | Bad Habits         | Ed Sheeran                          |
| Szeptember 3.  | Stay               | The Kid Laroi & Justin Bieber       |
| Szeptember 10. | By Your Side       | Calvin Harris feat. Tom Grennan     |
| Szeptember 17. | Bongo Cha Cha Cha  | Goodboys                            |
| Szeptember 24. | Stay               | The Kid Laroi & Justin Bieber       |
| Október 1.     | Cold Heart         | Elton John & Dua Lipa               |
| Október 8.     | Heartbreak Anthem  | Galantis, David Guetta & Little Mix |
| Október 15.    | Heartbreak Anthem  | Galantis, David Guetta & Little Mix |
| Október 22.    | Heartbreak Anthem  | Galantis, David Guetta & Little Mix |
| Október 29.    | Take You Dancing † | Jason Derulo                        |
| November 5.    | By Your Side       | Calvin Harris feat. Tom Grennan     |
| November 12.   | By Your Side       | Calvin Harris feat. Tom Grennan     |
| November 19.   | By Your Side       | Calvin Harris feat. Tom Grennan     |
| November 26.   | My Head & My Heart | Ava Max                             |
| December 3.    | Take You Dancing † | Jason Derulo                        |
| December 10.   | Bongo Cha Cha Cha  | Goodboys                            |
| December 17.   | Take You Dancing † | Jason Derulo                        |
| December 24.   | My Head & My Heart | Ava Max                             |

### 2020
| † | A 2020-as összesített lista első helyezettjét jelzi |

| Dátum          | Dal             | Előadó                            |
| -------------- | --------------- | --------------------------------- |
| December 27.   | Dance Monkey    | Tones and I                       |
| Január 3.      | Dance Monkey    | Tones and I                       |
| Január 10.     | Dance Monkey    | Tones and I                       |
| Január 17.     | Dance Monkey    | Tones and I                       |
| Január 24.     | Dance Monkey    | Tones and I                       |
| Január 31.     | Dance Monkey    | Tones and I                       |
| Február 7.     | Turn Me On †    | Riton x Oliver Heldens feat. Vula |
| Február 14.    | Don’t Start Now | Dua Lipa                          |
| Február 21.    | Don’t Start Now | Dua Lipa                          |
| Február 28.    | Don’t Start Now | Dua Lipa                          |
| Március 6.     | Turn Me On †    | Riton x Oliver Heldens feat. Vula |
| Március 13.    | Turn Me On †    | Riton x Oliver Heldens feat. Vula |
| Március 20.    | Don’t Start Now | Dua Lipa                          |
| Március 27.    | Turn Me On †    | Riton x Oliver Heldens feat. Vula |
| Április 3.     | Don’t Start Now | Dua Lipa                          |
| Április 10.    | Turn Me On †    | Riton x Oliver Heldens feat. Vula |
| Április 17.    | Turn Me On †    | Riton x Oliver Heldens feat. Vula |
| Április 24.    | Turn Me On †    | Riton x Oliver Heldens feat. Vula |
| Május 1.       | Turn Me On †    | Riton x Oliver Heldens feat. Vula |
| Május 8.       | Turn Me On †    | Riton x Oliver Heldens feat. Vula |
| Május 15.      | Blinding Lights | The Weeknd                        |
| Május 22.      | Blinding Lights | The Weeknd                        |
| Május 29.      | Blinding Lights | The Weeknd                        |
| Június 5.      | Blinding Lights | The Weeknd                        |
| Június 12.     | Blinding Lights | The Weeknd                        |
| Június 19.     | Breaking Me     | Topic feat. A7S                   |
| Június 26.     | Breaking Me     | Topic feat. A7S                   |
| Július 3.      | Breaking Me     | Topic feat. A7S                   |
| Július 10.     | Breaking Me     | Topic feat. A7S                   |
| Július 17.     | Breaking Me     | Topic feat. A7S                   |
| Július 24.     | Breaking Me     | Topic feat. A7S                   |
| Július 31.     | Breaking Me     | Topic feat. A7S                   |
| Augusztus 7.   | Breaking Me     | Topic feat. A7S                   |
| Augusztus 14.  | Breaking Me     | Topic feat. A7S                   |
| Augusztus 21.  | Breaking Me     | Topic feat. A7S                   |
| Augusztus 28.  | Breaking Me     | Topic feat. A7S                   |
| Szeptember 4.  | Breaking Me     | Topic feat. A7S                   |
| Szeptember 11. | Breaking Me     | Topic feat. A7S                   |
| Szeptember 18. | Breaking Me     | Topic feat. A7S                   |
| Szeptember 25. | Some Say        | Nea                               |
| Október 2.     | Some Say        | Nea                               |
| Október 9.     | Kings & Queens  | Ava Max                           |
| Október 16.    | Head & Heart    | Joel Corry x MNEK                 |
| Október 23.    | Head & Heart    | Joel Corry x MNEK                 |
| Október 30.    | Head & Heart    | Joel Corry x MNEK                 |
| November 6.    | Head & Heart    | Joel Corry x MNEK                 |
| November 13.   | Head & Heart    | Joel Corry x MNEK                 |
| November 20.   | Head & Heart    | Joel Corry x MNEK                 |
| November 27.   | Head & Heart    | Joel Corry x MNEK                 |
| December 4.    | Head & Heart    | Joel Corry x MNEK                 |
| December 11.   | Midnight Sky    | Miley Cyrus                       |
| December 18.   | Paradise        | Meduza feat. Dermot Kennedy       |
| December 25.   | Midnight Sky    | Miley Cyrus                       |

### 2019
| † | A 2019-es összesített lista első helyezettjét jelzi |

| Dátum          | Dal                | Előadó                         |
| -------------- | ------------------ | ------------------------------ |
| December 28.   | In My Mind         | Dynoro & Gigi D'Agostino       |
| Január 4.      | Promises           | Calvin Harris & Sam Smith      |
| Január 11.     | Promises           | Calvin Harris & Sam Smith      |
| Január 18.     | Remedy             | Alesso                         |
| Január 25.     | Remedy             | Alesso                         |
| Február 1.     | Sweet but Psycho † | Ava Max                        |
| Február 8.     | Sweet but Psycho † | Ava Max                        |
| Február 15.    | Sweet but Psycho † | Ava Max                        |
| Február 22.    | Sweet but Psycho † | Ava Max                        |
| Március 1.     | Sweet but Psycho † | Ava Max                        |
| Március 8.     | Sweet but Psycho † | Ava Max                        |
| Március 15.    | Sweet but Psycho † | Ava Max                        |
| Március 22.    | Sweet but Psycho † | Ava Max                        |
| Március 29.    | Sweet but Psycho † | Ava Max                        |
| Április 5.     | Sweet but Psycho † | Ava Max                        |
| Április 12.    | Sweet but Psycho † | Ava Max                        |
| Április 19.    | Sweet but Psycho † | Ava Max                        |
| Április 26.    | Sweet but Psycho † | Ava Max                        |
| Május 3.       | Sweet but Psycho † | Ava Max                        |
| Május 10.      | Sweet but Psycho † | Ava Max                        |
| Május 17.      | Sweet but Psycho † | Ava Max                        |
| Május 24.      | Sweet but Psycho † | Ava Max                        |
| Május 31.      | Sweet but Psycho † | Ava Max                        |
| Június 7.      | Body               | Loud Luxury feat. Brando       |
| Június 14.     | Sweet but Psycho † | Ava Max                        |
| Június 21.     | Fading             | Alle Farben & Ilira            |
| Június 28.     | Fading             | Alle Farben & Ilira            |
| Július 5.      | Fading             | Alle Farben & Ilira            |
| Július 12.     | Body               | Loud Luxury feat. Brando       |
| Július 19.     | Giant              | Calvin Harris & Rag’n’Bone Man |
| Július 26.     | Body               | Loud Luxury feat. Brando       |
| Augusztus 2.   | Body               | Loud Luxury feat. Brando       |
| Augusztus 9.   | Body               | Loud Luxury feat. Brando       |
| Augusztus 16.  | Body               | Loud Luxury feat. Brando       |
| Augusztus 23.  | Body               | Loud Luxury feat. Brando       |
| Augusztus 30.  | Señorita           | Shawn Mendes & Camila Cabello  |
| Szeptember 6.  | Señorita           | Shawn Mendes & Camila Cabello  |
| Szeptember 13. | Señorita           | Shawn Mendes & Camila Cabello  |
| Szeptember 20. | Señorita           | Shawn Mendes & Camila Cabello  |
| Szeptember 27. | Señorita           | Shawn Mendes & Camila Cabello  |
| Október 4.     | Señorita           | Shawn Mendes & Camila Cabello  |
| Október 11.    | Señorita           | Shawn Mendes & Camila Cabello  |
| Október 18.    | Don’t Call Me Up   | Mabel                          |
| Október 25.    | bad guy            | Billie Eilish                  |
| November 1.    | bad guy            | Billie Eilish                  |
| November 8.    | bad guy            | Billie Eilish                  |
| November 15.   | Dance Monkey       | Tones and I                    |
| November 22.   | bad guy            | Billie Eilish                  |
| November 29.   | bad guy            | Billie Eilish                  |
| December 6.    | Dance Monkey       | Tones and I                    |
| December 13.   | Dance Monkey       | Tones and I                    |
| December 20.   | Dance Monkey       | Tones and I                    |

### 2018
| † | A 2018-as összesített lista első helyezettjét jelzi |

| Dátum          | Dal            | Előadó                             |
| -------------- | -------------- | ---------------------------------- |
| December 29.   | Havana †       | Camila Cabello feat. Young Thug    |
| Január 5.      | Havana †       | Camila Cabello feat. Young Thug    |
| Január 12.     | Havana †       | Camila Cabello feat. Young Thug    |
| Január 19.     | Havana †       | Camila Cabello feat. Young Thug    |
| Január 26.     | Havana †       | Camila Cabello feat. Young Thug    |
| Február 2.     | Havana †       | Camila Cabello feat. Young Thug    |
| Február 9.     | What Lovers Do | Maroon 5 feat. SZA                 |
| Február 16.    | Havana †       | Camila Cabello feat. Young Thug    |
| Február 23.    | Wolves         | Selena Gomez & Marshmello          |
| Március 2.     | Wolves         | Selena Gomez & Marshmello          |
| Március 9.     | OK             | Robin Schulz feat. James Blunt     |
| Március 16.    | OK             | Robin Schulz feat. James Blunt     |
| Március 23.    | OK             | Robin Schulz feat. James Blunt     |
| Március 30.    | OK             | Robin Schulz feat. James Blunt     |
| Április 6.     | Havana †       | Camila Cabello feat. Young Thug    |
| Április 13.    | Havana †       | Camila Cabello feat. Young Thug    |
| Április 20.    | Crazy          | Lost Frequencies & Zonderling      |
| Április 27.    | Crazy          | Lost Frequencies & Zonderling      |
| Május 4.       | Crazy          | Lost Frequencies & Zonderling      |
| Május 11.      | Crazy          | Lost Frequencies & Zonderling      |
| Május 18.      | Breathe        | Jax Jones feat. Ina Wroldsen       |
| Május 25.      | Breathe        | Jax Jones feat. Ina Wroldsen       |
| Június 1.      | Breathe        | Jax Jones feat. Ina Wroldsen       |
| Június 8.      | Flames         | David Guetta & Sia                 |
| Június 15.     | Flames         | David Guetta & Sia                 |
| Június 22.     | One Kiss       | Calvin Harris & Dua Lipa           |
| Június 29.     | One Kiss       | Calvin Harris & Dua Lipa           |
| Július 6.      | One Kiss       | Calvin Harris & Dua Lipa           |
| Július 13.     | One Kiss       | Calvin Harris & Dua Lipa           |
| Július 20.     | One Kiss       | Calvin Harris & Dua Lipa           |
| Július 27.     | Unforgettable  | Robin Schulz feat. Marc Scibilia   |
| Augusztus 3.   | Unforgettable  | Robin Schulz feat. Marc Scibilia   |
| Augusztus 10.  | Melody         | Lost Frequencies feat. James Blunt |
| Augusztus 17.  | Melody         | Lost Frequencies feat. James Blunt |
| Augusztus 24.  | Melody         | Lost Frequencies feat. James Blunt |
| Augusztus 31.  | Melody         | Lost Frequencies feat. James Blunt |
| Szeptember 7.  | Melody         | Lost Frequencies feat. James Blunt |
| Szeptember 14. | Melody         | Lost Frequencies feat. James Blunt |
| Szeptember 21. | Solo           | Clean Bandit feat. Demi Lovato     |
| Szeptember 28. | Solo           | Clean Bandit feat. Demi Lovato     |
| Október 5.     | Solo           | Clean Bandit feat. Demi Lovato     |
| Október 12.    | Solo           | Clean Bandit feat. Demi Lovato     |
| Október 19.    | Solo           | Clean Bandit feat. Demi Lovato     |
| Október 26.    | Solo           | Clean Bandit feat. Demi Lovato     |
| November 2.    | In My Mind     | Dynoro & Gigi D'Agostino           |
| November 9.    | In My Mind     | Dynoro & Gigi D'Agostino           |
| November 16.   | In My Mind     | Dynoro & Gigi D'Agostino           |
| November 23.   | Promises       | Calvin Harris & Sam Smith          |
| November 30.   | Promises       | Calvin Harris & Sam Smith          |
| December 7.    | Solo           | Clean Bandit feat. Demi Lovato     |
| December 14.   | Solo           | Clean Bandit feat. Demi Lovato     |
| December 21.   | In My Mind     | Dynoro & Gigi D'Agostino           |

### 2017
| † | A 2017-es összesített lista első helyezettjét jelzi |

| Dátum          | Dal                   | Előadó                                  |
| -------------- | --------------------- | --------------------------------------- |
| December 30.   | Human                 | Rag'n'Bone Man                          |
| Január 6.      | Human                 | Rag'n'Bone Man                          |
| Január 13.     | Human                 | Rag'n'Bone Man                          |
| Január 20.     | Human                 | Rag'n'Bone Man                          |
| Január 27.     | Shape of You †        | Ed Sheeran                              |
| Február 3.     | Shape of You †        | Ed Sheeran                              |
| Február 10.    | Shape of You †        | Ed Sheeran                              |
| Február 17.    | Shape of You †        | Ed Sheeran                              |
| Február 24.    | Shape of You †        | Ed Sheeran                              |
| Március 3.     | Shape of You †        | Ed Sheeran                              |
| Március 10.    | Shape of You †        | Ed Sheeran                              |
| Március 17.    | Shape of You †        | Ed Sheeran                              |
| Március 24.    | Shape of You †        | Ed Sheeran                              |
| Március 31.    | Shape of You †        | Ed Sheeran                              |
| Április 7.     | Chained to the Rhythm | Katy Perry feat. Skip Marley            |
| Április 14.    | Chained to the Rhythm | Katy Perry feat. Skip Marley            |
| Április 21.    | Chained to the Rhythm | Katy Perry feat. Skip Marley            |
| Április 28.    | Shape of You †        | Ed Sheeran                              |
| Május 5.       | Shape of You †        | Ed Sheeran                              |
| Május 12.      | Shape of You †        | Ed Sheeran                              |
| Május 19.      | Shape of You †        | Ed Sheeran                              |
| Május 26.      | Despacito             | Luis Fonsi feat. Daddy Yankee           |
| Június 2.      | Despacito             | Luis Fonsi feat. Daddy Yankee           |
| Június 9.      | Despacito             | Luis Fonsi feat. Daddy Yankee           |
| Június 16.     | Shape of You †        | Ed Sheeran                              |
| Június 23.     | Despacito             | Luis Fonsi feat. Daddy Yankee           |
| Június 30.     | Despacito             | Luis Fonsi feat. Daddy Yankee           |
| Július 7.      | Despacito             | Luis Fonsi feat. Daddy Yankee           |
| Július 14.     | Despacito             | Luis Fonsi feat. Daddy Yankee           |
| Július 21.     | Despacito             | Luis Fonsi feat. Daddy Yankee           |
| Július 28.     | OK                    | Robin Schulz feat. James Blunt          |
| Augusztus 4.   | OK                    | Robin Schulz feat. James Blunt          |
| Augusztus 11.  | Despacito             | Luis Fonsi feat. Daddy Yankee           |
| Augusztus 18.  | OK                    | Robin Schulz feat. James Blunt          |
| Augusztus 25.  | OK                    | Robin Schulz feat. James Blunt          |
| Szeptember 1.  | OK                    | Robin Schulz feat. James Blunt          |
| Szeptember 8.  | More Than You Know    | Axwell Λ Ingrosso                       |
| Szeptember 15. | More Than You Know    | Axwell Λ Ingrosso                       |
| Szeptember 22. | More Than You Know    | Axwell Λ Ingrosso                       |
| Szeptember 29. | OK                    | Robin Schulz feat. James Blunt          |
| Október 6.     | More Than You Know    | Axwell Λ Ingrosso                       |
| Október 13.    | More Than You Know    | Axwell Λ Ingrosso                       |
| Október 20.    | More Than You Know    | Axwell Λ Ingrosso                       |
| Október 27.    | More Than You Know    | Axwell Λ Ingrosso                       |
| November 3.    | More Than You Know    | Axwell Λ Ingrosso                       |
| November 10.   | More Than You Know    | Axwell Λ Ingrosso                       |
| November 17.   | New Rules             | Dua Lipa                                |
| November 24.   | New Rules             | Dua Lipa                                |
| December 1.    | Wild Thoughts         | DJ Khaled feat. Rihanna & Bryson Tiller |
| December 8.    | Wild Thoughts         | DJ Khaled feat. Rihanna & Bryson Tiller |
| December 15.   | Havana                | Camila Cabello feat. Young Thug         |
| December 22.   | Havana                | Camila Cabello feat. Young Thug         |

### 2016
| Dátum          | Dal                       | Előadó                              |
| -------------- | ------------------------- | ----------------------------------- |
| Január 2.      | Hello                     | Adele                               |
| Január 11.     | Darabokra törted a szívem | Halott Pénz                         |
| Január 18.     | Darabokra törted a szívem | Halott Pénz                         |
| Január 25.     | Még mindig...             | ByeAlex és a Slepp / Lotfi Begi     |
| Február 1.     | Fast Car                  | Jonas Blue feat. Dakota             |
| Február 8.     | Fast Car                  | Jonas Blue feat. Dakota             |
| Február 15.    | Sax                       | Fleur East                          |
| Február 22.    | Egy szó miatt             | Lotfi Begi feat. Mező Misi          |
| Február 29.    | Fast Car                  | Jonas Blue feat. Dakota             |
| Március 7.     | Egy szó miatt             | Lotfi Begi feat. Mező Misi          |
| Március 14.    | Sax                       | Fleur East                          |
| Március 21.    | Egy szó miatt             | Lotfi Begi feat. Mező Misi          |
| Március 28.    | Egy szó miatt             | Lotfi Begi feat. Mező Misi          |
| Április 4.     | Stay                      | Kygo feat. Maty Noyes               |
| Április 11.    | Broken Arrows             | Avicii                              |
| Április 18.    | Broken Arrows             | Avicii                              |
| Április 25.    | Cheap Thrills             | Sia feat. Sean Paul                 |
| Május 2.       | Cheap Thrills             | Sia feat. Sean Paul                 |
| Május 9.       | Cheap Thrills             | Sia feat. Sean Paul                 |
| Május 16.      | Can’t Stop the Feeling!   | Justin Timberlake                   |
| Május 23.      | Cheap Thrills             | Sia feat. Sean Paul                 |
| Május 30.      | This Is What You Came For | Calvin Harris feat. Rihanna         |
| Június 6.      | Can’t Stop the Feeling!   | Justin Timberlake                   |
| Június 13.     | Can’t Stop the Feeling!   | Justin Timberlake                   |
| Június 20.     | This Girl                 | Kungs vs. Cookin’ on 3 Burners      |
| Június 27.     | Can’t Stop the Feeling!   | Justin Timberlake                   |
| Július 4.      | Can’t Stop the Feeling!   | Justin Timberlake                   |
| Július 11.     | Can’t Stop the Feeling!   | Justin Timberlake                   |
| Július 18.     | This Girl                 | Kungs vs. Cookin’ on 3 Burners      |
| Július 25.     | Can’t Stop the Feeling!   | Justin Timberlake                   |
| Augusztus 1.   | Can’t Stop the Feeling!   | Justin Timberlake                   |
| Augusztus 8.   | This Girl                 | Kungs vs. Cookin’ on 3 Burners      |
| Augusztus 15.  | Balatoni nyár             | Pixa & Stereo Palma feat. Wellhello |
| Augusztus 22.  | Balatoni nyár             | Pixa & Stereo Palma feat. Wellhello |
| Augusztus 29.  | Cry                       | Sigma feat. Take That               |
| Szeptember 5.  | Duele el Corazón          | Enrique Iglesias feat. Wisin        |
| Szeptember 12. | Élnünk kellett volna      | Halott Pénz feat. Agebeat & Kovary  |
| Szeptember 19. | Duele el Corazón          | Enrique Iglesias feat. Wisin        |
| Szeptember 26. | Duele el Corazón          | Enrique Iglesias feat. Wisin        |
| Október 3.     | Duele el Corazón          | Enrique Iglesias feat. Wisin        |
| Október 10.    | My Way                    | Calvin Harris                       |
| Október 17.    | The Greatest              | Sia feat. Kendrick Lamar            |
| Október 24.    | My Way                    | Calvin Harris                       |
| Október 31.    | My Way                    | Calvin Harris                       |
| November 7.    | My Way                    | Calvin Harris                       |
| November 14.   | The Greatest              | Sia feat. Kendrick Lamar            |
| November 21.   | My Way                    | Calvin Harris                       |
| November 28.   | My Way                    | Calvin Harris                       |
| December 5.    | Human                     | Rag'n'Bone Man                      |
| December 12.   | Human                     | Rag'n'Bone Man                      |
| December 19.   | Human                     | Rag'n'Bone Man                      |
| December 26.   | Human                     | Rag'n'Bone Man                      |

A 2016-os összesített lista első helyezettje a DNCE-től a Cake by the Ocean volt, aminek a 3. volt a legjobb helyezése.

### 2015
| Dátum          | Dal                                              | Előadó                              |
| -------------- | ------------------------------------------------ | ----------------------------------- |
| December 29.   | The Days                                         | Avicii                              |
| Január 5.      | The Days                                         | Avicii                              |
| Január 12.     | The Days                                         | Avicii                              |
| Január 19.     | The Days                                         | Avicii                              |
| Január 26.     | Back Home                                        | Fritz Kalkbrenner                   |
| Február 2.     | Uptown Funk                                      | Mark Ronson feat. Bruno Mars        |
| Február 9.     | Uptown Funk                                      | Mark Ronson feat. Bruno Mars        |
| Február 16.    | Uptown Funk                                      | Mark Ronson feat. Bruno Mars        |
| Február 23.    | Uptown Funk                                      | Mark Ronson feat. Bruno Mars        |
| Március 2.     | Uptown Funk                                      | Mark Ronson feat. Bruno Mars        |
| Március 9.     | Uptown Funk                                      | Mark Ronson feat. Bruno Mars        |
| Március 16.    | Uptown Funk                                      | Mark Ronson feat. Bruno Mars        |
| Március 23.    | Uptown Funk                                      | Mark Ronson feat. Bruno Mars        |
| Március 30.    | Uptown Funk                                      | Mark Ronson feat. Bruno Mars        |
| Április 6.     | Fade Out Lines                                   | The Avener                          |
| Április 13.    | Fade Out Lines                                   | The Avener                          |
| Április 20.    | Uptown Funk                                      | Mark Ronson feat. Bruno Mars        |
| Április 27.    | Cheerleader                                      | OMI                                 |
| Május 4.       | Firestone                                        | Kygo feat. Conrad                   |
| Május 11.      | Walk                                             | Kwabs                               |
| Május 18.      | Firestone                                        | Kygo feat. Conrad                   |
| Május 25.      | Firestone                                        | Kygo feat. Conrad                   |
| Június 1.      | Don't Worry                                      | Madcon feat. Ray Dalton             |
| Június 8.      | Emlékszem, Sopronban (A Volt Fesztivál Himnusza) | Wellhello x Halott Pénz             |
| Június 15.     | Cheerleader                                      | OMI                                 |
| Június 22.     | Don't Worry                                      | Madcon feat. Ray Dalton             |
| Június 29.     | Ain't Nobody (Loves Me Better)                   | Felix Jaehn feat. Jasmine Thompson  |
| Július 6.      | Lean On                                          | Major Lazer & DJ Snake feat. MØ     |
| Július 13.     | Lean On                                          | Major Lazer & DJ Snake feat. MØ     |
| Július 20.     | Lean On                                          | Major Lazer & DJ Snake feat. MØ     |
| Július 27.     | Waiting for Love                                 | Avicii                              |
| Augusztus 3.   | Waiting for Love                                 | Avicii                              |
| Augusztus 10.  | Waiting for Love                                 | Avicii                              |
| Augusztus 17.  | Waiting for Love                                 | Avicii                              |
| Augusztus 24.  | Waiting for Love                                 | Avicii                              |
| Augusztus 31.  | Waiting for Love                                 | Avicii                              |
| Szeptember 7.  | Waiting for Love                                 | Avicii                              |
| Szeptember 14. | Waiting for Love                                 | Avicii                              |
| Szeptember 21. | Ain't Nobody (Loves Me Better)                   | Felix Jaehn feat. Jasmine Thompson  |
| Szeptember 28. | Gyere és táncolj                                 | Wellhello                           |
| Október 5.     | Gyere és táncolj                                 | Wellhello                           |
| Október 12.    | Reality                                          | Lost Frequencies feat. Janieck Devy |
| Október 19.    | Reality                                          | Lost Frequencies feat. Janieck Devy |
| Október 26.    | For a Better Day                                 | Avicii                              |
| November 2.    | Reality                                          | Lost Frequencies feat. Janieck Devy |
| November 9.    | For a Better Day                                 | Avicii                              |
| November 16.   | Reality                                          | Lost Frequencies feat. Janieck Devy |
| November 23.   | For a Better Day                                 | Avicii                              |
| November 30.   | Hello                                            | Adele                               |
| December 7.    | Hello                                            | Adele                               |
| December 14.   | Here for You                                     | Kygo feat. Ella Henderson           |
| December 21.   | Hello                                            | Adele                               |
| December 28.   | Hello                                            | Adele                               |

A 2015-ös összesített lista első helyezettje a Superstereo-tól a Bent a neved volt, aminek a 2. volt a legjobb helyezése.

### 2014
| Dátum          | Dal                  | Előadó                                |
| -------------- | -------------------- | ------------------------------------- |
| December 30.   | Hey Brother          | Avicii                                |
| Január 6.      | Hey Brother          | Avicii                                |
| Január 13.     | Happy                | Pharrell Williams                     |
| Január 20.     | Timber               | Pitbull feat. Ke$ha                   |
| Január 27.     | Happy                | Pharrell Williams                     |
| Február 3.     | Happy                | Pharrell Williams                     |
| Február 10.    | Happy                | Pharrell Williams                     |
| Február 17.    | Happy                | Pharrell Williams                     |
| Február 24.    | Happy                | Pharrell Williams                     |
| Március 3.     | Happy                | Pharrell Williams                     |
| Március 10.    | Happy                | Pharrell Williams                     |
| Március 17.    | Happy                | Pharrell Williams                     |
| Március 24.    | We All               | Bogi                                  |
| Március 31.    | Addicted to You      | Avicii                                |
| Április 7.     | Waves                | Mr. Probz                             |
| Április 14.    | Waves                | Mr. Probz                             |
| Április 21.    | Waves                | Mr. Probz                             |
| Április 28.    | Waves                | Mr. Probz                             |
| Május 5.       | Waves                | Mr. Probz                             |
| Május 12.      | Waves                | Mr. Probz                             |
| Május 19.      | Rather Be            | Clean Bandit feat. Jess Glynne        |
| Május 26.      | Rather Be            | Clean Bandit feat. Jess Glynne        |
| Június 2.      | Waves                | Mr. Probz                             |
| Június 9.      | Waves                | Mr. Probz                             |
| Június 16.     | Nélküled             | Rúzsa Magdolna                        |
| Június 23.     | Nélküled             | Rúzsa Magdolna                        |
| Június 30.     | She Moves (Far Away) | Alle Farben feat. Graham Candy        |
| Július 7.      | She Moves (Far Away) | Alle Farben feat. Graham Candy        |
| Július 14.     | Rather Be            | Clean Bandit feat. Jess Glynne        |
| Július 21.     | She Moves (Far Away) | Alle Farben feat. Graham Candy        |
| Július 28.     | Prayer in C          | Lilly Wood & The Prick & Robin Schulz |
| Augusztus 4.   | Prayer in C          | Lilly Wood & The Prick & Robin Schulz |
| Augusztus 11.  | Prayer in C          | Lilly Wood & The Prick & Robin Schulz |
| Augusztus 18.  | Prayer in C          | Lilly Wood & The Prick & Robin Schulz |
| Augusztus 25.  | Prayer in C          | Lilly Wood & The Prick & Robin Schulz |
| Szeptember 1.  | Prayer in C          | Lilly Wood & The Prick & Robin Schulz |
| Szeptember 8.  | Prayer in C          | Lilly Wood & The Prick & Robin Schulz |
| Szeptember 15. | The Chamber          | Lenny Kravitz                         |
| Szeptember 22. | Prayer in C          | Lilly Wood & The Prick & Robin Schulz |
| Szeptember 29. | Prayer in C          | Lilly Wood & The Prick & Robin Schulz |
| Október 6.     | Prayer in C          | Lilly Wood & The Prick & Robin Schulz |
| Október 13.    | Prayer in C          | Lilly Wood & The Prick & Robin Schulz |
| Október 20.    | Prayer in C          | Lilly Wood & The Prick & Robin Schulz |
| Október 27.    | The Days             | Avicii                                |
| November 3.    | The Days             | Avicii                                |
| November 10.   | Lovers on the Sun    | David Guetta feat. Sam Martin         |
| November 17.   | Igazán               | Ákos                                  |
| November 24.   | The Days             | Avicii                                |
| December 1.    | The Days             | Avicii                                |
| December 8.    | The Days             | Avicii                                |
| December 15.   | The Days             | Avicii                                |
| December 22.   | Blame                | Calvin Harris feat. John Newman       |

A 2014-es összesített lista első helyezettje Mohamed Fatimától a Ragyog a szívem volt, aminek az 5. volt a legjobb helyezése.

### 2013
| † | A 2013-as összesített lista első helyezettjét jelzi |

| Dátum          | Dal                                      | Előadó                             |
| -------------- | ---------------------------------------- | ---------------------------------- |
| December 31.   | Vadonatúj érzés / Daydream               | Radics Gigi                        |
| Január 7.      | Vadonatúj érzés / Daydream               | Radics Gigi                        |
| Január 14.     | Vadonatúj érzés / Daydream               | Radics Gigi                        |
| Január 21.     | Vadonatúj érzés / Daydream               | Radics Gigi                        |
| Január 28.     | Turn Around                              | Conor Maynard feat. Ne-Yo          |
| Február 4.     | Turn Around                              | Conor Maynard feat. Ne-Yo          |
| Február 11.    | Turn Around                              | Conor Maynard feat. Ne-Yo          |
| Február 18.    | Locked Out of Heaven                     | Bruno Mars                         |
| Február 25.    | Locked Out of Heaven                     | Bruno Mars                         |
| Március 4.     | Locked Out of Heaven                     | Bruno Mars                         |
| Március 11.    | Locked Out of Heaven                     | Bruno Mars                         |
| Március 18.    | One Day / Reckoning Song (Wankelmut Rmx) | Asaf Avidan                        |
| Március 25.    | Locked Out of Heaven                     | Bruno Mars                         |
| Április 1.     | My Baby                                  | Kállay Saunders                    |
| Április 8.     | Kedvesem                                 | ByeAlex                            |
| Április 15.    | Kedvesem                                 | ByeAlex                            |
| Április 22.    | I Could Be the One (Nicktim)             | Avicii vs. Nicky Romero            |
| Április 29.    | Kedvesem                                 | ByeAlex                            |
| Május 6.       | Get Lucky                                | Daft Punk feat. Pharrell Williams  |
| Május 13.      | Get Lucky                                | Daft Punk feat. Pharrell Williams  |
| Május 20.      | Get Lucky                                | Daft Punk feat. Pharrell Williams  |
| Május 27.      | Get Lucky                                | Daft Punk feat. Pharrell Williams  |
| Június 3.      | Get Lucky                                | Daft Punk feat. Pharrell Williams  |
| Június 10.     | Get Lucky                                | Daft Punk feat. Pharrell Williams  |
| Június 17.     | Get Lucky                                | Daft Punk feat. Pharrell Williams  |
| Június 24.     | Get Lucky                                | Daft Punk feat. Pharrell Williams  |
| Július 1.      | Blurred Lines                            | Robin Thicke feat. T.I. & Pharrell |
| Július 8.      | Blurred Lines                            | Robin Thicke feat. T.I. & Pharrell |
| Július 15.     | Blurred Lines                            | Robin Thicke feat. T.I. & Pharrell |
| Július 22.     | Blurred Lines                            | Robin Thicke feat. T.I. & Pharrell |
| Július 29.     | Wake Me Up                               | Avicii feat. Aloe Blacc            |
| Augusztus 5.   | Wake Me Up                               | Avicii feat. Aloe Blacc            |
| Augusztus 12.  | Fire †                                   | Király Viktor                      |
| Augusztus 19.  | Wake Me Up                               | Avicii feat. Aloe Blacc            |
| Augusztus 26.  | Wake Me Up                               | Avicii feat. Aloe Blacc            |
| Szeptember 2.  | Wake Me Up                               | Avicii feat. Aloe Blacc            |
| Szeptember 9.  | Blurred Lines                            | Robin Thicke feat. T.I. & Pharrell |
| Szeptember 16. | Wake Me Up                               | Avicii feat. Aloe Blacc            |
| Szeptember 23. | Mire vársz                               | Radics Gigi                        |
| Szeptember 30. | Burn                                     | Ellie Goulding                     |
| Október 7.     | Burn                                     | Ellie Goulding                     |
| Október 14.    | Burn                                     | Ellie Goulding                     |
| Október 21.    | My Love                                  | Newik                              |
| Október 28.    | Burn                                     | Ellie Goulding                     |
| November 4.    | My Love                                  | Newik                              |
| November 11.   | My Love                                  | Newik                              |
| November 18.   | My Love                                  | Newik                              |
| November 25.   | My Love                                  | Newik                              |
| December 2.    | Burn                                     | Ellie Goulding                     |
| December 9.    | Hey Brother                              | Avicii                             |
| December 16.   | Hey Brother                              | Avicii                             |
| December 23.   | My Love                                  | Newik                              |

### 2012
| † | A 2012-es összesített lista első helyezettjét jelzi |

| Dátum          | Dal                          | Előadó                             |
| -------------- | ---------------------------- | ---------------------------------- |
| Január 2.      | Moves Like Jagger            | Maroon 5 feat. Christina Aguilera  |
| Január 9.      | Moves Like Jagger            | Maroon 5 feat. Christina Aguilera  |
| Január 16.     | We Found Love                | Rihanna feat. Calvin Harris        |
| Január 23.     | Moves Like Jagger            | Maroon 5 feat. Christina Aguilera  |
| Január 30.     | Moves Like Jagger            | Maroon 5 feat. Christina Aguilera  |
| Február 6.     | Levels                       | Avicii                             |
| Február 13.    | Levels                       | Avicii                             |
| Február 20.    | Give Me All Your Luvin’      | Madonna feat. Nicki Minaj & M.I.A. |
| Február 27.    | Give Me All Your Luvin’      | Madonna feat. Nicki Minaj & M.I.A. |
| Március 5.     | Give Me All Your Luvin’      | Madonna feat. Nicki Minaj & M.I.A. |
| Március 12.    | Give Me All Your Luvin’      | Madonna feat. Nicki Minaj & M.I.A. |
| Március 19.    | Give Me All Your Luvin’      | Madonna feat. Nicki Minaj & M.I.A. |
| Március 26.    | Give Me All Your Luvin’      | Madonna feat. Nicki Minaj & M.I.A. |
| Április 2.     | Wild Ones                    | Flo Rida feat. Sia                 |
| Április 9.     | Wild Ones                    | Flo Rida feat. Sia                 |
| Április 16.    | Wild Ones                    | Flo Rida feat. Sia                 |
| Április 23.    | Somebody That I Used to Know | Gotye feat. Kimbra                 |
| Április 30.    | Drive By                     | Train                              |
| Május 7.       | Drive By                     | Train                              |
| Május 14.      | Drive By                     | Train                              |
| Május 21.      | Call Me Maybe                | Carly Rae Jepsen                   |
| Május 28.      | Drive By                     | Train                              |
| Június 4.      | Drive By                     | Train                              |
| Június 11.     | Call Me Maybe                | Carly Rae Jepsen                   |
| Június 18.     | Payphone                     | Maroon 5 feat. Wiz Khalifa         |
| Június 25.     | Payphone                     | Maroon 5 feat. Wiz Khalifa         |
| Július 2.      | Payphone                     | Maroon 5 feat. Wiz Khalifa         |
| Július 9.      | Payphone                     | Maroon 5 feat. Wiz Khalifa         |
| Július 16.     | Payphone                     | Maroon 5 feat. Wiz Khalifa         |
| Július 23.     | Payphone                     | Maroon 5 feat. Wiz Khalifa         |
| Július 30.     | Whistle                      | Flo Rida                           |
| Augusztus 6.   | Whistle                      | Flo Rida                           |
| Augusztus 13.  | Euphoria                     | Loreen                             |
| Augusztus 20.  | Euphoria                     | Loreen                             |
| Augusztus 27.  | Blow Me (One Last Kiss)      | Pink                               |
| Szeptember 3.  | Learning To Let Go †         | Heincz Gábor                       |
| Szeptember 10. | Somebody That I Used to Know | Gotye feat. Kimbra                 |
| Szeptember 17. | This Is Love                 | will.i.am feat. Eva Simons         |
| Szeptember 24. | Never Played the Bass        | Nabiha                             |
| Október 1.     | Spectrum (Say My Name)       | Florence and the Machine           |
| Október 8.     | Spectrum (Say My Name)       | Florence and the Machine           |
| Október 15.    | Spectrum (Say My Name)       | Florence and the Machine           |
| Október 22.    | We'll Be Coming Back         | Calvin Harris feat. Example        |
| Október 29.    | Never Played the Bass        | Nabiha                             |
| November 5.    | Never Played the Bass        | Nabiha                             |
| November 12.   | Skyfall                      | Adele                              |
| November 19.   | Never Played the Bass        | Nabiha                             |
| November 26.   | Vadonatúj érzés / Daydream   | Radics Gigi                        |
| December 3.    | Vadonatúj érzés / Daydream   | Radics Gigi                        |
| December 10.   | Vadonatúj érzés / Daydream   | Radics Gigi                        |
| December 17.   | Vadonatúj érzés / Daydream   | Radics Gigi                        |
| December 24.   | Vadonatúj érzés / Daydream   | Radics Gigi                        |

### 2011
| Dátum          | Dal                                            | Előadó                                |
| -------------- | ---------------------------------------------- | ------------------------------------- |
| Január 3.      | Raise Your Glass                               | Pink                                  |
| Január 10.     | Raise Your Glass                               | Pink                                  |
| Január 17.     | Raise Your Glass                               | Pink                                  |
| Január 24.     | Raise Your Glass                               | Pink                                  |
| Január 31.     | Raise Your Glass                               | Pink                                  |
| Február 7.     | A főnököm                                      | Magna Cum Laude                       |
| Február 14.    | Solo                                           | Király Viktor                         |
| Február 21.    | What's My Name?                                | Rihanna                               |
| Február 28.    | What's My Name?                                | Rihanna                               |
| Március 7.     | What's My Name?                                | Rihanna                               |
| Március 14.    | Born This Way                                  | Lady Gaga                             |
| Március 21.    | Born This Way                                  | Lady Gaga                             |
| Március 28.    | Born This Way                                  | Lady Gaga                             |
| Április 4.     | Born This Way                                  | Lady Gaga                             |
| Április 11.    | Born This Way                                  | Lady Gaga                             |
| Április 18.    | Price Tag                                      | Jessie J feat. B.o.B                  |
| Április 25.    | Szerelem, miért múlsz? (What About My Dreams?) | Wolf Kati                             |
| Május 2.       | Price Tag                                      | Jessie J feat. B.o.B                  |
| Május 9.       | Szerelem, miért múlsz? (What About My Dreams?) | Wolf Kati                             |
| Május 16.      | Szerelem, miért múlsz? (What About My Dreams?) | Wolf Kati                             |
| Május 23.      | Price Tag                                      | Jessie J feat. B.o.B                  |
| Május 30.      | Szerelem, miért múlsz? (What About My Dreams?) | Wolf Kati                             |
| Június 6.      | The Lazy Song                                  | Bruno Mars                            |
| Június 13.     | Mr. Saxobeat                                   | Alexandra Stan                        |
| Június 20.     | The Lazy Song                                  | Bruno Mars                            |
| Június 27.     | Mr. Saxobeat                                   | Alexandra Stan                        |
| Július 4.      | Mr. Saxobeat                                   | Alexandra Stan                        |
| Július 11.     | S&M                                            | Rihanna                               |
| Július 18.     | Party Rock Anthem                              | LMFAO feat. Lauren Bennett & GoonRock |
| Július 25.     | Party Rock Anthem                              | LMFAO feat. Lauren Bennett & GoonRock |
| Augusztus 1.   | Party Rock Anthem                              | LMFAO feat. Lauren Bennett & GoonRock |
| Augusztus 8.   | Party Rock Anthem                              | LMFAO feat. Lauren Bennett & GoonRock |
| Augusztus 15.  | Give Me Everything                             | Pitbull feat. Ne-Yo, Afrojack & Nayer |
| Augusztus 22.  | Give Me Everything                             | Pitbull feat. Ne-Yo, Afrojack & Nayer |
| Augusztus 29.  | Give Me Everything                             | Pitbull feat. Ne-Yo, Afrojack & Nayer |
| Szeptember 5.  | Party Rock Anthem                              | LMFAO feat. Lauren Bennett & GoonRock |
| Szeptember 12. | Moves Like Jagger                              | Maroon 5 feat. Christina Aguilera     |
| Szeptember 19. | Moves Like Jagger                              | Maroon 5 feat. Christina Aguilera     |
| Szeptember 26. | Moves Like Jagger                              | Maroon 5 feat. Christina Aguilera     |
| Október 3.     | Moves Like Jagger                              | Maroon 5 feat. Christina Aguilera     |
| Október 10.    | Moves Like Jagger                              | Maroon 5 feat. Christina Aguilera     |
| Október 17.    | Moves Like Jagger                              | Maroon 5 feat. Christina Aguilera     |
| Október 24.    | Moves Like Jagger                              | Maroon 5 feat. Christina Aguilera     |
| Október 31.    | Moves Like Jagger                              | Maroon 5 feat. Christina Aguilera     |
| November 7.    | Moves Like Jagger                              | Maroon 5 feat. Christina Aguilera     |
| November 14.   | Moves Like Jagger                              | Maroon 5 feat. Christina Aguilera     |
| November 21.   | Moves Like Jagger                              | Maroon 5 feat. Christina Aguilera     |
| November 28.   | Moves Like Jagger                              | Maroon 5 feat. Christina Aguilera     |
| December 5.    | Moves Like Jagger                              | Maroon 5 feat. Christina Aguilera     |
| December 12.   | Moves Like Jagger                              | Maroon 5 feat. Christina Aguilera     |
| December 19.   | Moves Like Jagger                              | Maroon 5 feat. Christina Aguilera     |
| December 26.   | Moves Like Jagger                              | Maroon 5 feat. Christina Aguilera     |

A 2011-es összesített lista első helyezettje Adele-től a Rolling in the Deep volt, aminek a 2. volt a legjobb helyezése.

### 2010

Lady Gaga első kislemeze a The Fame Monster című albumáról, a Bad Romance hatalmas sikert aratott világszerte, 5 hétig a legjátszottabb dal volt a magyar rádiókban is. Később szeptemberben az album harmadik kislemeze, az Alejandro is megszerezte az első helyet, amit 8 héten keresztül meg is tartott.

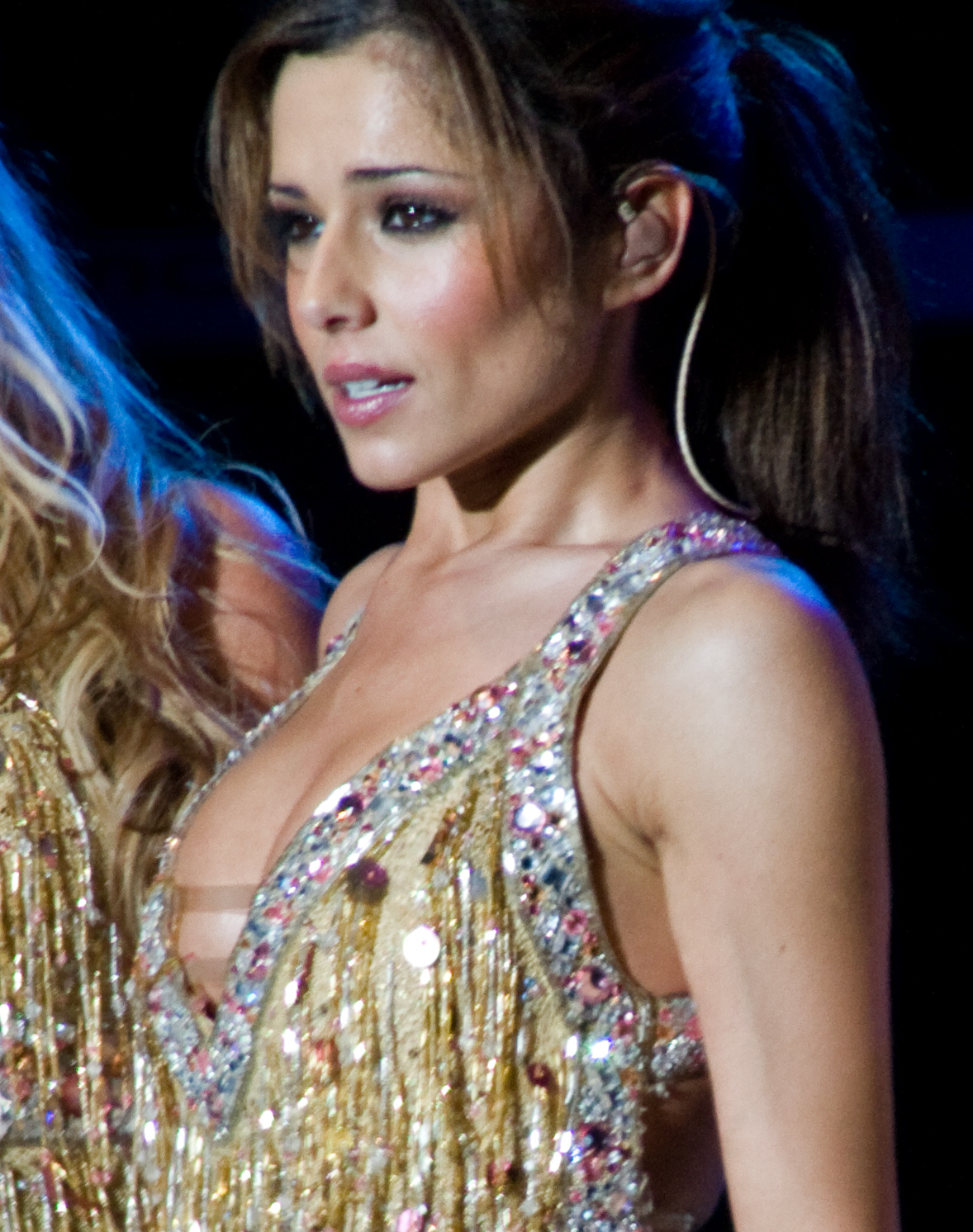
Cheryl Cole Fight For This Love című dalával 14 héten át vezette a ranglistát 2010-ben.

| † | A 2010-es összesített lista első helyezettjét jelzi |

| Dátum          | Dal                              | Előadó                        |
| -------------- | -------------------------------- | ----------------------------- |
| Január 4.      | Bodies                           | Robbie Williams               |
| Január 11.     | Bodies                           | Robbie Williams               |
| Január 18.     | Celebration                      | Madonna                       |
| Január 25.     | Hush Hush                        | Pussycat Dolls                |
| Február 1.     | Bodies                           | Robbie Williams               |
| Február 8.     | Bad Romance                      | Lady Gaga                     |
| Február 15.    | Bad Romance                      | Lady Gaga                     |
| Február 22.    | Bad Romance                      | Lady Gaga                     |
| Március 1.     | Bad Romance                      | Lady Gaga                     |
| Március 8.     | Bad Romance                      | Lady Gaga                     |
| Március 15.    | Fight For This Love †            | Cheryl Cole                   |
| Március 22.    | Fight For This Love †            | Cheryl Cole                   |
| Március 29.    | Fight For This Love †            | Cheryl Cole                   |
| Április 5.     | Fight For This Love †            | Cheryl Cole                   |
| Április 12.    | Fight For This Love †            | Cheryl Cole                   |
| Április 19.    | Fight For This Love †            | Cheryl Cole                   |
| Április 26.    | Fight For This Love †            | Cheryl Cole                   |
| Május 3.       | Fight For This Love †            | Cheryl Cole                   |
| Május 10.      | Fight For This Love †            | Cheryl Cole                   |
| Május 17.      | Fight For This Love †            | Cheryl Cole                   |
| Május 24.      | Fight For This Love †            | Cheryl Cole                   |
| Május 31.      | Hey, Soul Sister                 | Train                         |
| Június 7.      | Fight For This Love †            | Cheryl Cole                   |
| Június 14.     | Fight For This Love †            | Cheryl Cole                   |
| Június 21.     | Fight For This Love †            | Cheryl Cole                   |
| Június 28.     | Waka Waka (This Time for Africa) | Shakira feat. Freshlyground   |
| Július 5.      | Waka Waka (This Time for Africa) | Shakira feat. Freshlyground   |
| Július 12.     | Lehet zöld az ég                 | Varga Viktor                  |
| Július 19.     | Illúzió                          | Hooligans                     |
| Július 26.     | Hey, Soul Sister                 | Train                         |
| Augusztus 2.   | Hey, Soul Sister                 | Train                         |
| Augusztus 9.   | California Gurls                 | Katy Perry                    |
| Augusztus 16.  | California Gurls                 | Katy Perry                    |
| Augusztus 23.  | California Gurls                 | Katy Perry                    |
| Augusztus 30.  | California Gurls                 | Katy Perry                    |
| Szeptember 6.  | Monday Morning                   | Melanie Fiona                 |
| Szeptember 13. | Illúzió                          | Hooligans                     |
| Szeptember 20. | Alejandro                        | Lady Gaga                     |
| Szeptember 27. | Alejandro                        | Lady Gaga                     |
| Október 4.     | Alejandro                        | Lady Gaga                     |
| Október 11.    | Alejandro                        | Lady Gaga                     |
| Október 18.    | Alejandro                        | Lady Gaga                     |
| Október 25.    | Alejandro                        | Lady Gaga                     |
| November 1.    | Alejandro                        | Lady Gaga                     |
| November 8.    | Alejandro                        | Lady Gaga                     |
| November 15.   | Love the Way You Lie             | Eminem feat. Rihanna          |
| November 22.   | Shame                            | Robbie Williams & Gary Barlow |
| November 29.   | If I Had You                     | Adam Lambert                  |
| December 6.    | Take It Off                      | Ke$ha                         |
| December 13.   | If I Had You                     | Adam Lambert                  |
| December 20.   | Only Girl (In the World)         | Rihanna                       |
| December 27.   | Raise Your Glass                 | Pink                          |

### 2009

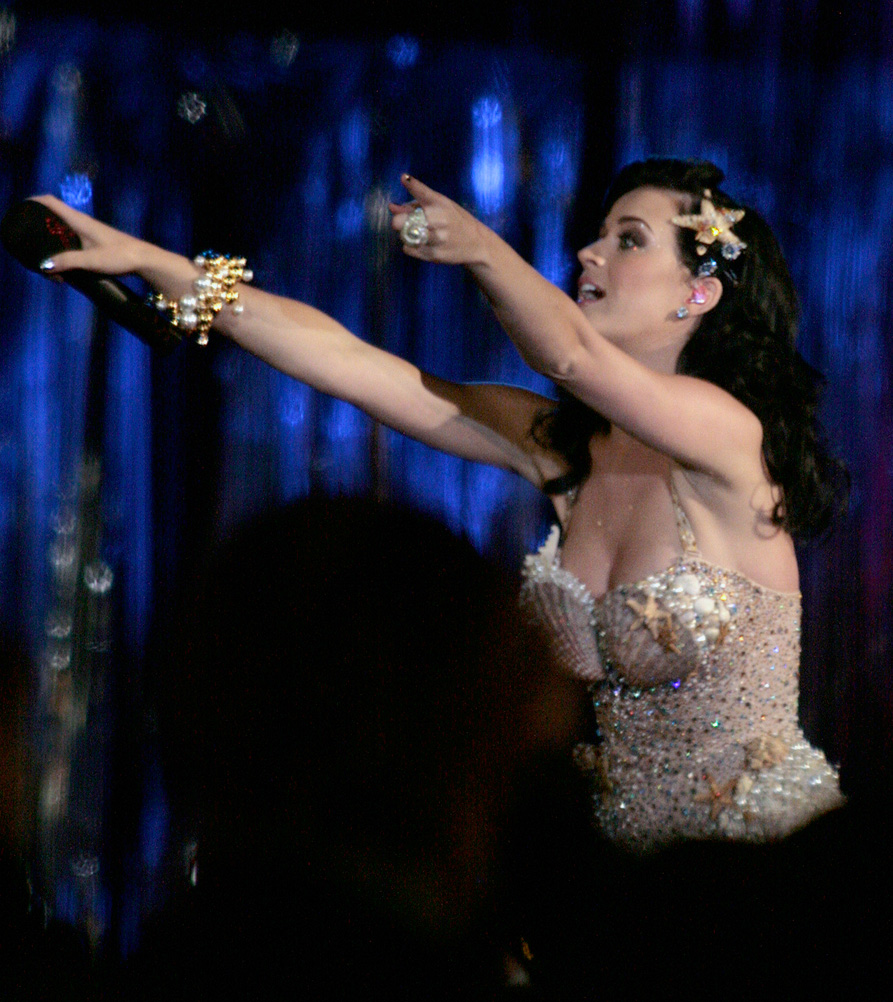
A 2009-es magyar rádiós játszási lista kétségkívül Katy Perryről szólt, hiszen első lett az I Kissed A Girl, a Waking Up In Vegas és a Hot N Cold című dala is. Utóbbi dal esetében rekordról is beszélhetünk, hiszen 22 héten keresztül vezette a listát.

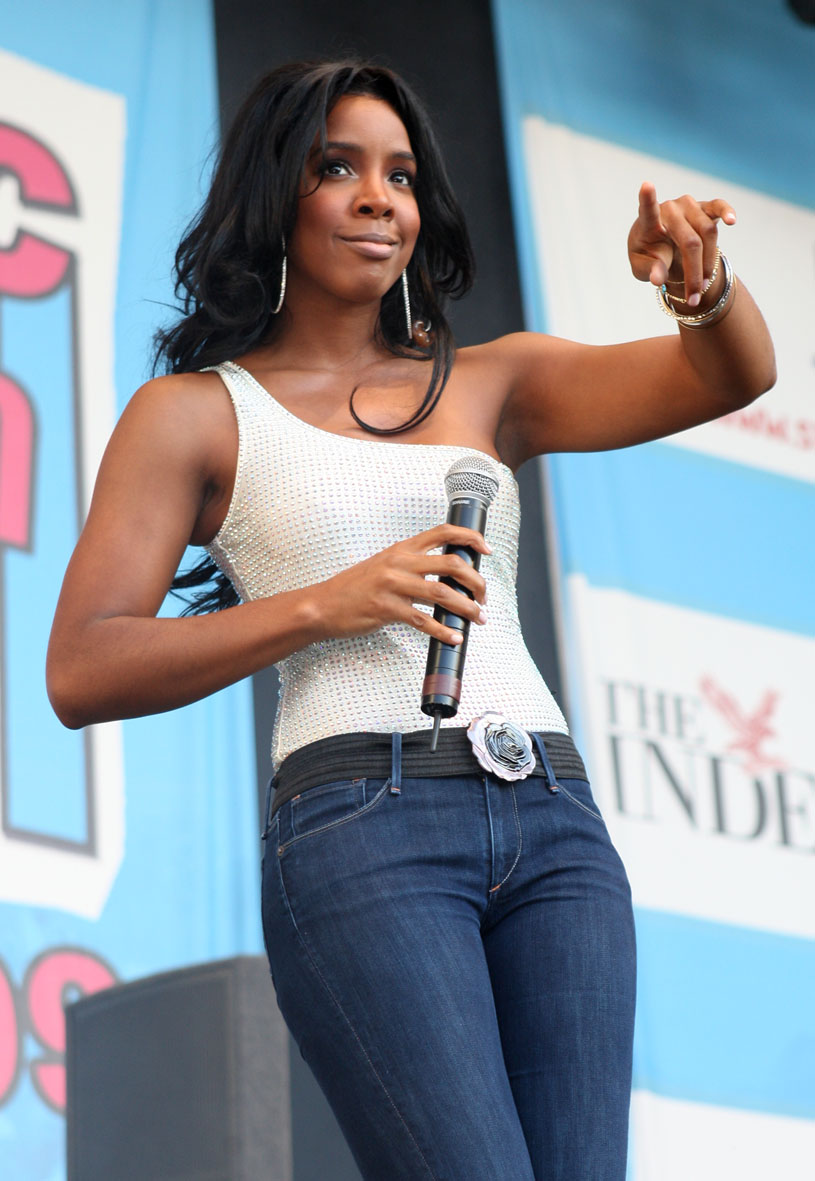
Kelly Rowland a Dilemma sikere után 6 évvel újra az első helyre került, ezúttal a David Guettával közösen írt When Love Takes Overrel.

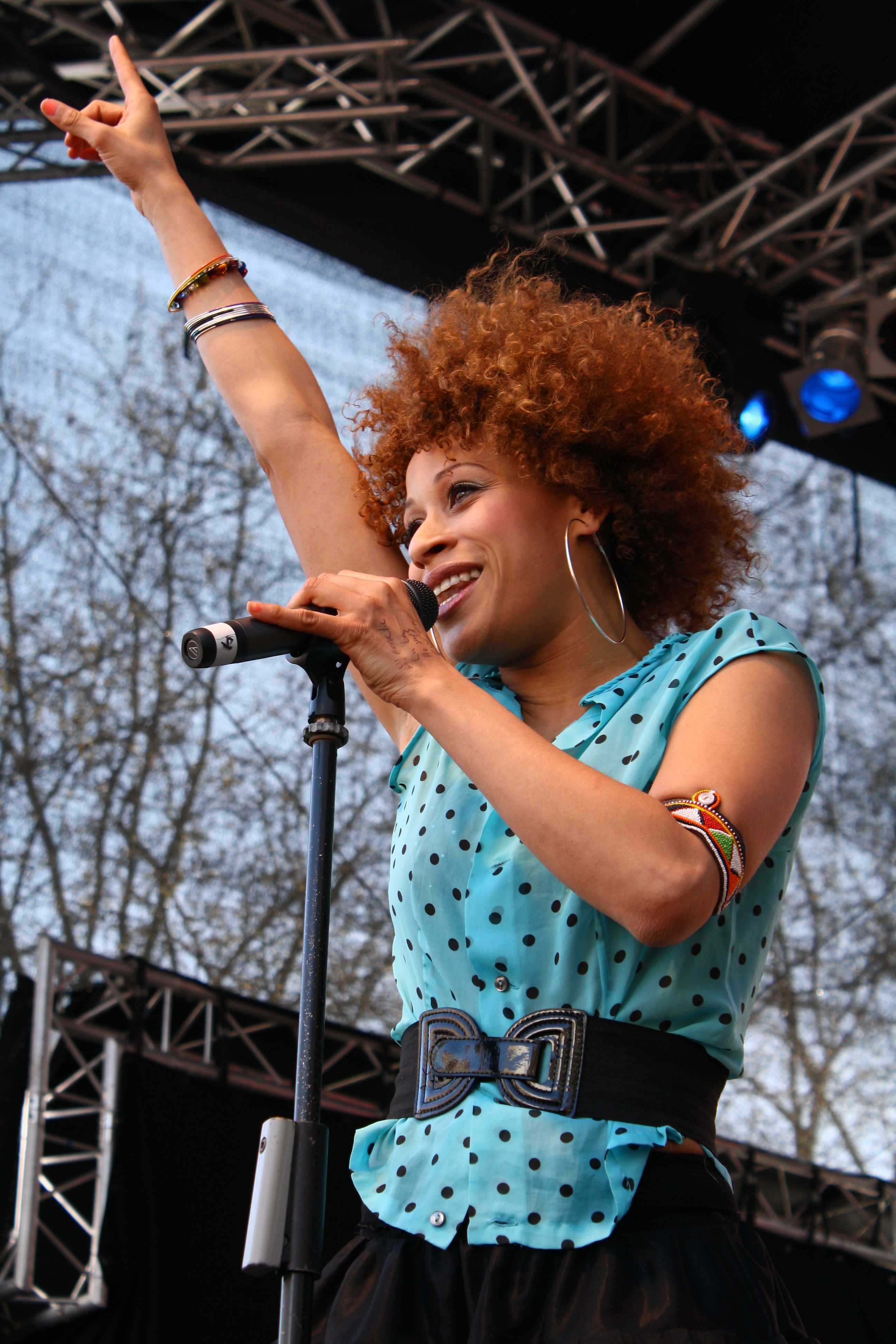
Oceana Cry Cry című dala szintén 2009 egyik legkedveltebb dala volt. Érdekesség, hogy a német énekesnő hazájában csupán az 52-ik helyig jutott, Magyarországon és Lengyelországban azonban megszerezte az 1. helyezést.

| † | A 2009-es összesített lista első helyezettjét jelzi |

| Dátum          | Dal                            | Előadó                           |
| -------------- | ------------------------------ | -------------------------------- |
| December 29.   | I Kissed A Girl                | Katy Perry                       |
| Január 5.      | I Kissed A Girl                | Katy Perry                       |
| Január 12.     | I Kissed A Girl                | Katy Perry                       |
| Január 19.     | I Kissed A Girl                | Katy Perry                       |
| Január 26.     | I Kissed A Girl                | Katy Perry                       |
| Február 2.     | Hot N Cold †                   | Katy Perry                       |
| Február 9.     | Hot N Cold †                   | Katy Perry                       |
| Február 16.    | Hot N Cold †                   | Katy Perry                       |
| Február 23.    | Hot N Cold †                   | Katy Perry                       |
| Március 2.     | Hot N Cold †                   | Katy Perry                       |
| Március 9.     | Hot N Cold †                   | Katy Perry                       |
| Március 16.    | Hot N Cold †                   | Katy Perry                       |
| Március 23.    | Hot N Cold †                   | Katy Perry                       |
| Március 30.    | Hot N Cold †                   | Katy Perry                       |
| Április 6.     | Hot N Cold †                   | Katy Perry                       |
| Április 13.    | Hot N Cold †                   | Katy Perry                       |
| Április 20.    | Hot N Cold †                   | Katy Perry                       |
| Április 27.    | Hot N Cold †                   | Katy Perry                       |
| Május 4.       | Hot N Cold †                   | Katy Perry                       |
| Május 11.      | Hot N Cold †                   | Katy Perry                       |
| Május 18.      | My Life Would Suck Without You | Kelly Clarkson                   |
| Május 25.      | My Life Would Suck Without You | Kelly Clarkson                   |
| Június 1.      | The Boy Does Nothing           | Alesha Dixon                     |
| Június 8.      | My Life Would Suck Without You | Kelly Clarkson                   |
| Június 15.     | My Life Would Suck Without You | Kelly Clarkson                   |
| Június 22.     | My Life Would Suck Without You | Kelly Clarkson                   |
| Június 29.     | Hot N Cold †                   | Katy Perry                       |
| Július 6.      | My Life Would Suck Without You | Kelly Clarkson                   |
| Július 13.     | My Life Would Suck Without You | Kelly Clarkson                   |
| Július 20.     | Hot N Cold †                   | Katy Perry                       |
| Július 27.     | The Boy Does Nothing           | Alesha Dixon                     |
| Augusztus 3.   | Hot N Cold †                   | Katy Perry                       |
| Augusztus 10.  | Hot N Cold †                   | Katy Perry                       |
| Augusztus 17.  | Hot N Cold †                   | Katy Perry                       |
| Augusztus 24.  | The Boy Does Nothing           | Alesha Dixon                     |
| Augusztus 31.  | Hot N Cold †                   | Katy Perry                       |
| Szeptember 7.  | Hot N Cold †                   | Katy Perry                       |
| Szeptember 14. | Cry Cry                        | Oceana                           |
| Szeptember 21. | Waking Up in Vegas             | Katy Perry                       |
| Szeptember 28. | Waking Up in Vegas             | Katy Perry                       |
| Október 5.     | Cry Cry                        | Oceana                           |
| Október 12.    | When Love Takes Over           | David Guetta feat. Kelly Rowland |
| Október 19.    | When Love Takes Over           | David Guetta feat. Kelly Rowland |
| Október 26.    | When Love Takes Over           | David Guetta feat. Kelly Rowland |
| November 2.    | When Love Takes Over           | David Guetta feat. Kelly Rowland |
| November 9.    | When Love Takes Over           | David Guetta feat. Kelly Rowland |
| November 16.   | When Love Takes Over           | David Guetta feat. Kelly Rowland |
| November 23.   | Hush Hush                      | Pussycat Dolls                   |
| November 30.   | Hush Hush                      | Pussycat Dolls                   |
| December 7.    | Hush Hush                      | Pussycat Dolls                   |
| December 14.   | Hush Hush                      | Pussycat Dolls                   |
| December 21.   | Bodies                         | Robbie Williams                  |
| December 28.   | Cry Cry                        | Oceana                           |

### 2008

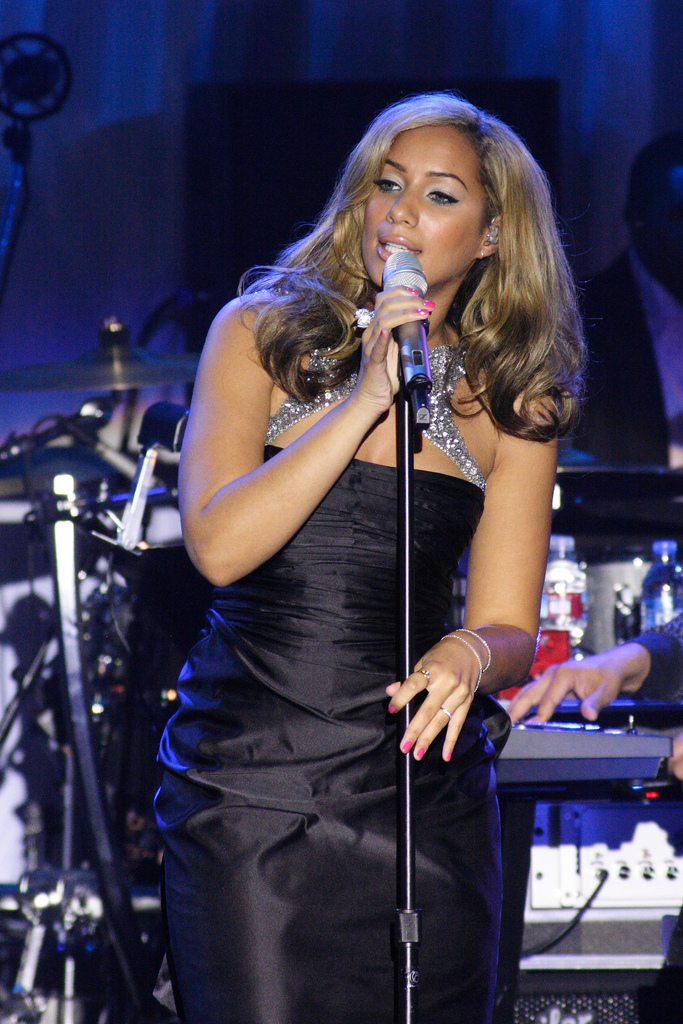
Leona Lewis brit énekesnő, a The X Factor című tehetségkutató műsor győztese 5 héten át vezette Bleeding Love című kislemezével a slágerlistát.

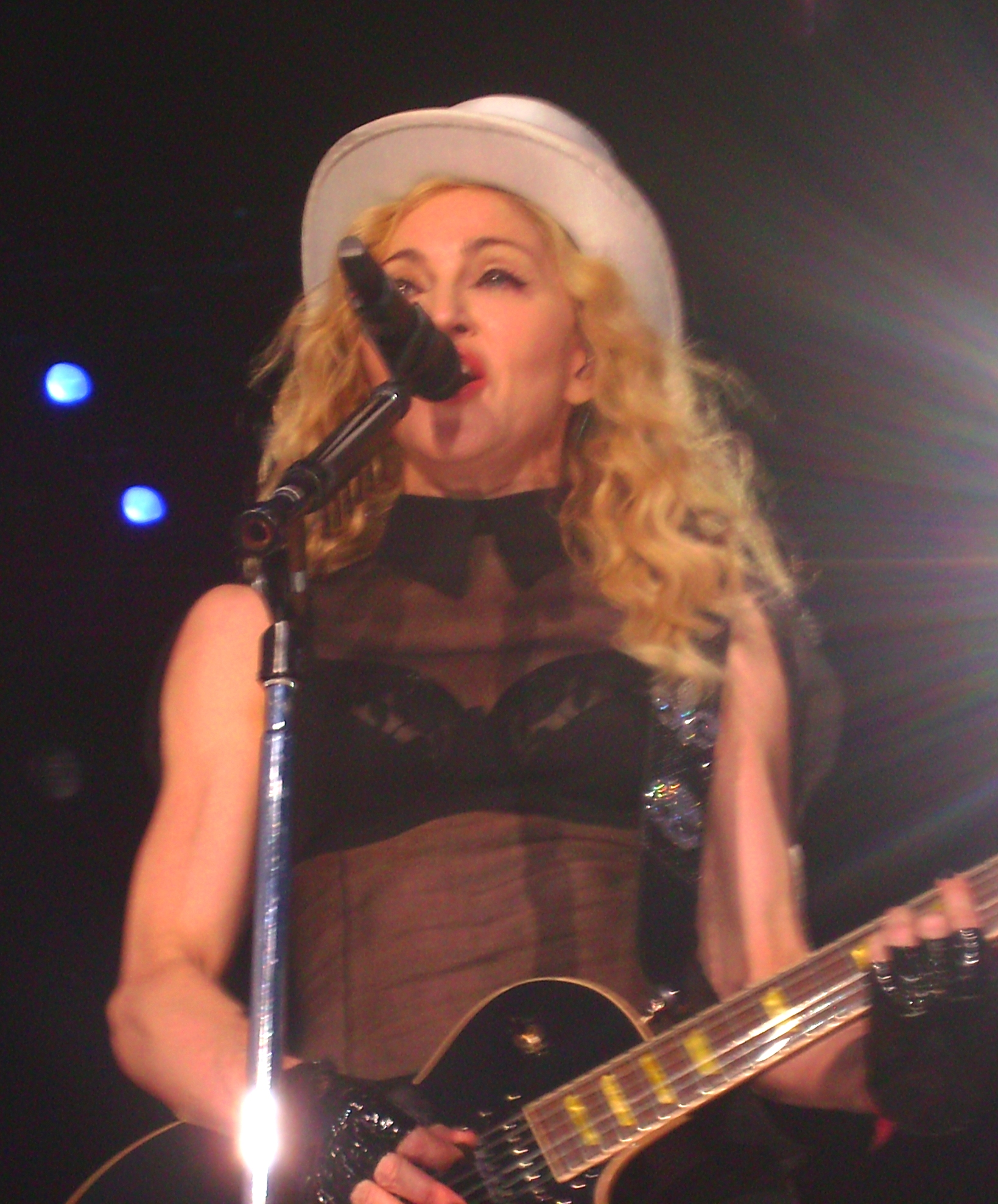
Madonna a 2008-ban megjelenő Hard Candy című albumáról 2 dal is az első helyre került, ezek a 4 Minutes és a Give It To Me.

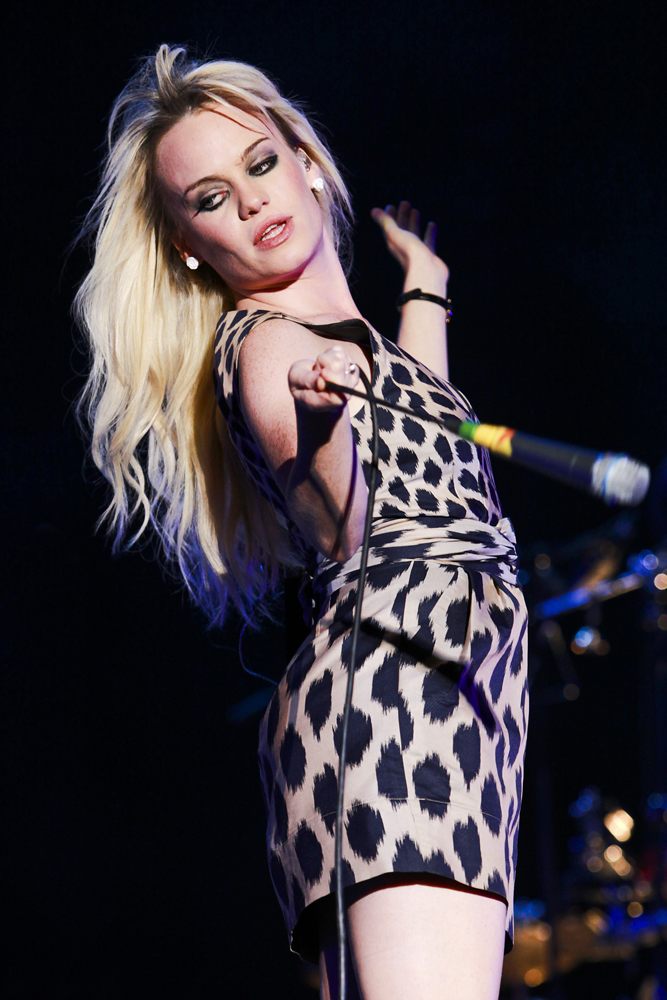
Duffy brit énekesnő Mercy című dalával világszerte a slágerlisták élén landolt. Ez nem volt másképp hazánkban sem, itt 5 hétig őrizte elsőségét.

| † | A 2008-as összesített lista első helyezettjét jelzi |

| Dátum          | Dal                  | Előadó                                      |
| -------------- | -------------------- | ------------------------------------------- |
| December 31.   | The Way I Are        | Timbaland feat. Keri Hilson                 |
| Január 7.      | About You Now        | Sugababes                                   |
| Január 14.     | The Way I Are        | Timbaland feat. Keri Hilson                 |
| Január 21.     | About You Now        | Sugababes                                   |
| Január 28.     | Into The Night †     | Santana feat. Chad Kroeger                  |
| Február 4.     | Rehab                | Amy Winehouse                               |
| Február 11.    | The Way I Are        | Timbaland feat. Keri Hilson                 |
| Február 18.    | Don't Stop The Music | Rihanna                                     |
| Február 25.    | Don't Stop The Music | Rihanna                                     |
| Március 3.     | Don't Stop The Music | Rihanna                                     |
| Március 10.    | No One               | Alicia Keys                                 |
| Március 17.    | The Way I Are        | Timbaland feat. Keri Hilson                 |
| Március 24.    | Don't Stop The Music | Rihanna                                     |
| Március 31.    | The Way I Are        | Timbaland feat. Keri Hilson                 |
| Április 7.     | Bleeding Love        | Leona Lewis                                 |
| Április 14.    | Apologize            | Timbaland feat. OneRepublic                 |
| Április 21.    | Apologize            | Timbaland feat. OneRepublic                 |
| Április 28.    | Apologize            | Timbaland feat. OneRepublic                 |
| Május 5.       | Bleeding Love        | Leona Lewis                                 |
| Május 12.      | Bleeding Love        | Leona Lewis                                 |
| Május 19.      | Bleeding Love        | Leona Lewis                                 |
| Május 26.      | Bleeding Love        | Leona Lewis                                 |
| Június 2.      | Apologize            | Timbaland feat. OneRepublic                 |
| Június 9.      | Apologize            | Timbaland feat. OneRepublic                 |
| Június 16.     | Apologize            | Timbaland feat. OneRepublic                 |
| Június 23.     | Apologize            | Timbaland feat. OneRepublic                 |
| Június 30.     | Apologize            | Timbaland feat. OneRepublic                 |
| Július 7.      | 4 Minutes            | Madonna feat. Justin Timberlake & Timbaland |
| Július 14.     | Apologize            | Timbaland feat. OneRepublic                 |
| Július 21.     | Apologize            | Timbaland feat. OneRepublic                 |
| Július 28.     | 4 Minutes            | Madonna feat. Justin Timberlake & Timbaland |
| Augusztus 4.   | 4 Minutes            | Madonna feat. Justin Timberlake & Timbaland |
| Augusztus 11.  | 4 Minutes            | Madonna feat. Justin Timberlake & Timbaland |
| Augusztus 18.  | Apologize            | Timbaland feat. OneRepublic                 |
| Augusztus 25.  | Into The Night †     | Santana feat. Chad Kroeger                  |
| Szeptember 1.  | 4 Minutes            | Madonna feat. Justin Timberlake & Timbaland |
| Szeptember 8.  | Into The Night †     | Santana feat. Chad Kroeger                  |
| Szeptember 15. | 4 Minutes            | Madonna feat. Justin Timberlake & Timbaland |
| Szeptember 22. | Mercy                | Duffy                                       |
| Szeptember 29. | Give It 2 Me         | Madonna                                     |
| Október 6.     | Mercy                | Duffy                                       |
| Október 13.    | Give It 2 Me         | Madonna                                     |
| Október 20.    | Mercy                | Duffy                                       |
| Október 27.    | Mercy                | Duffy                                       |
| November 3.    | Mercy                | Duffy                                       |
| November 10.   | I Kissed A Girl      | Katy Perry                                  |
| November 17.   | I Kissed A Girl      | Katy Perry                                  |
| November 24.   | I Kissed A Girl      | Katy Perry                                  |
| December 1.    | I Kissed A Girl      | Katy Perry                                  |
| December 8.    | I Kissed A Girl      | Katy Perry                                  |
| December 15.   | I Kissed A Girl      | Katy Perry                                  |
| December 22.   | I Kissed A Girl      | Katy Perry                                  |

### 2007

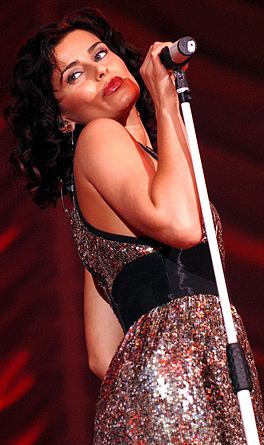
Nelly Furtado kanadai énekesnő 3 dallal is a ranglista élére jutott 2007-ben, ezek sorrendben: Say It Right, All Good Things (Come To An End) és a Give It To Me.

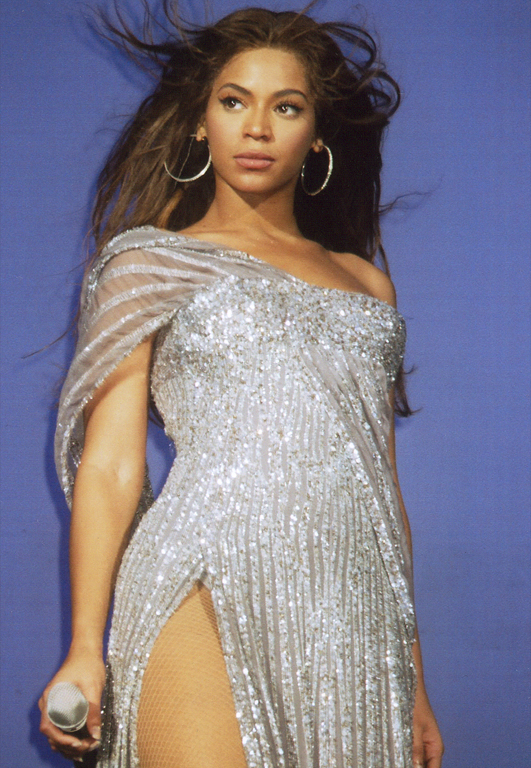
Beyoncé Knowles 2007-ben szerezte meg a lista történetében eddigi mindkét elsőségét. Először az Irreplaceable című dallal, majd pedig a Shakirával közösen előadott Beautiful Liar-rel.

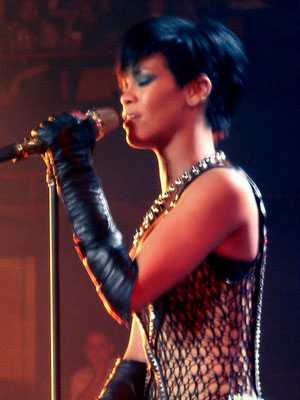
Rihanna barbadosi énekesnő Umbrella című kislemezével élete egyik legnagyobb sikerét érte el. Magyarországon ez 2 hétnyi elsőséget jelentett.

| † | A 2007-es összesített lista első helyezettjét jelzi |

| Dátum          | Dal                                | Előadó                                            |
| -------------- | ---------------------------------- | ------------------------------------------------- |
| Január 1.      | Jump                               | Madonna                                           |
| Január 8.      | Jump                               | Madonna                                           |
| Január 15.     | Jump                               | Madonna                                           |
| Január 22.     | Irreplaceable                      | Beyoncé                                           |
| Január 29.     | Félember                           | Hooligans                                         |
| Február 5.     | Félember                           | Hooligans                                         |
| Február 12.    | Félember                           | Hooligans                                         |
| Február 19.    | Félember                           | Hooligans                                         |
| Február 26.    | Snow (Hey oh)                      | Red Hot Chili Peppers                             |
| Március 5.     | U + UR Hand                        | Pink                                              |
| Március 12.    | U + UR Hand                        | Pink                                              |
| Március 19.    | Snow (Hey oh)                      | Red Hot Chili Peppers                             |
| Március 26.    | Hit Me Up                          | Gia Farrell                                       |
| Április 2.     | Hit Me Up                          | Gia Farrell                                       |
| Április 9.     | Say It Right                       | Nelly Furtado                                     |
| Április 16.    | Say It Right                       | Nelly Furtado                                     |
| Április 23.    | Say It Right                       | Nelly Furtado                                     |
| Április 30.    | Say It Right                       | Nelly Furtado                                     |
| Május 7.       | All Good Things (Come to an End) † | Nelly Furtado                                     |
| Május 14.      | Say It Right                       | Nelly Furtado                                     |
| Május 21.      | All Good Things (Come to an End) † | Nelly Furtado                                     |
| Május 28.      | All Good Things (Come to an End) † | Nelly Furtado                                     |
| Június 4.      | Beautiful Liar                     | Beyoncé & Shakira                                 |
| Június 11.     | Beautiful Liar                     | Beyoncé & Shakira                                 |
| Június 18.     | All Good Things (Come to an End) † | Nelly Furtado                                     |
| Június 25.     | All Good Things (Come to an End) † | Nelly Furtado                                     |
| Július 2.      | All Good Things (Come to an End) † | Nelly Furtado                                     |
| Július 9.      | Beautiful Liar                     | Beyoncé & Shakira                                 |
| Július 16.     | All Good Things (Come to an End) † | Nelly Furtado                                     |
| Július 23.     | Beautiful Liar                     | Beyoncé & Shakira                                 |
| Július 30.     | Umbrella                           | Rihanna feat. Jay-Z                               |
| Augusztus 6.   | Umbrella                           | Rihanna feat. Jay-Z                               |
| Augusztus 13.  | Give It To Me                      | Timbaland feat. Nelly Furtado & Justin Timberlake |
| Augusztus 20.  | Give It To Me                      | Timbaland feat. Nelly Furtado & Justin Timberlake |
| Augusztus 27.  | Makes Me Wonder                    | Maroon 5                                          |
| Szeptember 3.  | Give It To Me                      | Timbaland feat. Nelly Furtado & Justin Timberlake |
| Szeptember 10. | Don't Matter                       | Akon                                              |
| Szeptember 17. | Give It To Me                      | Timbaland feat. Nelly Furtado & Justin Timberlake |
| Szeptember 24. | Don't Matter                       | Akon                                              |
| Október 1.     | Love Is Gone                       | David Guetta feat. Chris Willis                   |
| Október 8.     | Love Is Gone                       | David Guetta feat. Chris Willis                   |
| Október 15.    | Love Is Gone                       | David Guetta feat. Chris Willis                   |
| Október 22.    | Beautiful Girls                    | Sean Kingston                                     |
| Október 29.    | Beautiful Girls                    | Sean Kingston                                     |
| November 5.    | Beautiful Girls                    | Sean Kingston                                     |
| November 12.   | Don't Matter                       | Akon                                              |
| November 19.   | Don't Matter                       | Akon                                              |
| November 26.   | Big Girls Don't Cry                | Fergie                                            |
| December 3.    | Rehab                              | Amy Winehouse                                     |
| December 10.   | Beautiful Girls                    | Sean Kingston                                     |
| December 17.   | Rehab                              | Amy Winehouse                                     |
| December 24.   | The Way I Are                      | Timbaland feat. Keri Hilson                       |

### 2006
| † | A 2006-os összesített lista első helyezettjét jelzi |

| Dátum          | Dal                                       | Előadó                              |
| -------------- | ----------------------------------------- | ----------------------------------- |
| Január 2.      | Hung up                                   | Madonna                             |
| Január 9.      | Hung up                                   | Madonna                             |
| Január 16.     | Hung up                                   | Madonna                             |
| Január 23.     | Hung up                                   | Madonna                             |
| Január 30.     | Hung up                                   | Madonna                             |
| Február 6.     | La Camisa Negra †                         | Juanes                              |
| Február 13.    | La Camisa Negra †                         | Juanes                              |
| Február 20.    | Hung up                                   | Madonna                             |
| Február 27.    | Hung up                                   | Madonna                             |
| Március 6.     | La Camisa Negra †                         | Juanes                              |
| Március 13.    | La Camisa Negra †                         | Juanes                              |
| Március 20.    | La Camisa Negra †                         | Juanes                              |
| Március 27.    | I Belong To You (Il Ritmo Della Passione) | Eros Ramazzotti & Anastacia         |
| Április 3.     | Sorry                                     | Madonna                             |
| Április 10.    | Sorry                                     | Madonna                             |
| Április 17.    | Sorry                                     | Madonna                             |
| Április 24.    | Sorry                                     | Madonna                             |
| Május 1.       | Stupid Girls                              | Pink                                |
| Május 8.       | Hips Don't Lie                            | Shakira feat. Wyclef Jean           |
| Május 15.      | Hips Don't Lie                            | Shakira feat. Wyclef Jean           |
| Május 22.      | Hips Don't Lie                            | Shakira feat. Wyclef Jean           |
| Május 29.      | Hips Don't Lie                            | Shakira feat. Wyclef Jean           |
| Június 5.      | Hips Don't Lie                            | Shakira feat. Wyclef Jean           |
| Június 12.     | Hips Don't Lie                            | Shakira feat. Wyclef Jean           |
| Június 19.     | Hips Don't Lie                            | Shakira feat. Wyclef Jean           |
| Június 26.     | Hips Don't Lie                            | Shakira feat. Wyclef Jean           |
| Július 3.      | Hips Don't Lie                            | Shakira feat. Wyclef Jean           |
| Július 10.     | Sin Sin Sin                               | Robbie Williams                     |
| Július 17.     | Sin Sin Sin                               | Robbie Williams                     |
| Július 24.     | Sin Sin Sin                               | Robbie Williams                     |
| Július 31.     | A Dios Le Pido                            | Juanes                              |
| Augusztus 7.   | Mas Que Nada                              | Sergio Mendes feat. Black Eyed Peas |
| Augusztus 14.  | Mas Que Nada                              | Sergio Mendes feat. Black Eyed Peas |
| Augusztus 21.  | Crazy                                     | Gnarls Barkley                      |
| Augusztus 28.  | A Dios Le Pido                            | Juanes                              |
| Szeptember 4.  | Mas Que Nada                              | Sergio Mendes feat. Black Eyed Peas |
| Szeptember 11. | World, Hold On                            | Bob Sinclair feat. Steve Edwards    |
| Szeptember 18. | World, Hold On                            | Bob Sinclair feat. Steve Edwards    |
| Szeptember 25. | World, Hold On                            | Bob Sinclair feat. Steve Edwards    |
| Október 2.     | Who Knew                                  | Pink                                |
| Október 9.     | Who Knew                                  | Pink                                |
| Október 16.    | World, Hold On                            | Bob Sinclair feat. Steve Edwards    |
| Október 23.    | Who Knew                                  | Pink                                |
| Október 30.    | Who Knew                                  | Pink                                |
| November 6.    | Who Knew                                  | Pink                                |
| November 13.   | Who Knew                                  | Pink                                |
| November 20.   | Unfaithful                                | Rihanna                             |
| November 27.   | Buttons                                   | Pussycat Dolls feat. Snoop Dogg     |
| December 4.    | Buttons                                   | Pussycat Dolls feat. Snoop Dogg     |
| December 11.   | Buttons                                   | Pussycat Dolls feat. Snoop Dogg     |
| December 18.   | Jump                                      | Madonna                             |
| December 25.   | Jump                                      | Madonna                             |

### 2005
| Dátum          | Dal                        | Előadó            |
| -------------- | -------------------------- | ----------------- |
| Január 3.      | (Reach Up For The) Sunrise | Duran Duran       |
| Január 10.     | (Reach Up For The) Sunrise | Duran Duran       |
| Január 17.     | (Reach Up For The) Sunrise | Duran Duran       |
| Január 23.     | (Reach Up For The) Sunrise | Duran Duran       |
| Január 31.     | (Reach Up For The) Sunrise | Duran Duran       |
| Február 7.     | (Reach Up For The) Sunrise | Duran Duran       |
| Február 14.    | Femme Like You             | K.Maro            |
| Február 21.    | Femme Like You             | K.Maro            |
| Február 28.    | Femme Like You             | K.Maro            |
| Március 7.     | Femme Like You             | K.Maro            |
| Március 14.    | Femme Like You             | K.Maro            |
| Március 21.    | Femme Like You             | K.Maro            |
| Március 28.    | Femme Like You             | K.Maro            |
| Április 4.     | Femme Like You             | K.Maro            |
| Április 11.    | Shiver                     | Natalie Imbruglia |
| Április 18.    | Shiver                     | Natalie Imbruglia |
| Április 25.    | Shiver                     | Natalie Imbruglia |
| Május 2.       | Shiver                     | Natalie Imbruglia |
| Május 9.       | Shiver                     | Natalie Imbruglia |
| Május 16.      | Shiver                     | Natalie Imbruglia |
| Május 23.      | Lonely No More             | Rob Thomas        |
| Május 30.      | Lonely No More             | Rob Thomas        |
| Június 6.      | Incomplete                 | Backstreet Boys   |
| Június 13.     | Incomplete                 | Backstreet Boys   |
| Június 20.     | Lonely No More             | Rob Thomas        |
| Június 27.     | Lonely No More             | Rob Thomas        |
| Július 4.      | Lonely No More             | Rob Thomas        |
| Július 11.     | Lonely No More             | Rob Thomas        |
| Július 18.     | Lonely No More             | Rob Thomas        |
| Július 25.     | Lonely No More             | Rob Thomas        |
| Augusztus 1.   | Lonely No More             | Rob Thomas        |
| Augusztus 8.   | Lonely No More             | Rob Thomas        |
| Augusztus 15.  | If There's Any Justice     | Lemar             |
| Augusztus 22.  | La Tortura                 | Shakira           |
| Augusztus 29.  | La Tortura                 | Shakira           |
| Szeptember 5.  | La Tortura                 | Shakira           |
| Szeptember 12. | La Tortura                 | Shakira           |
| Szeptember 19. | La Tortura                 | Shakira           |
| Szeptember 26. | La Tortura                 | Shakira           |
| Október 3.     | La Tortura                 | Shakira           |
| Október 10.    | La Tortura                 | Shakira           |
| Október 17.    | They                       | Jem               |
| Október 24.    | They                       | Jem               |
| Október 31.    | They                       | Jem               |
| November 7.    | You're Beautiful           | James Blunt       |
| November 14.   | Hung Up                    | Madonna           |
| November 21.   | Hung Up                    | Madonna           |
| November 28.   | Hung Up                    | Madonna           |
| December 5.    | Hung Up                    | Madonna           |
| December 12.   | Hung Up                    | Madonna           |
| December 19.   | Hung Up                    | Madonna           |
| December 26.   | Hung Up                    | Madonna           |

A 2005-ös összesített lista első helyezettje a Romeo & Juliette-től a Les Rois du Monde volt, aminek a 2. volt a legjobb helyezése.

### 2004

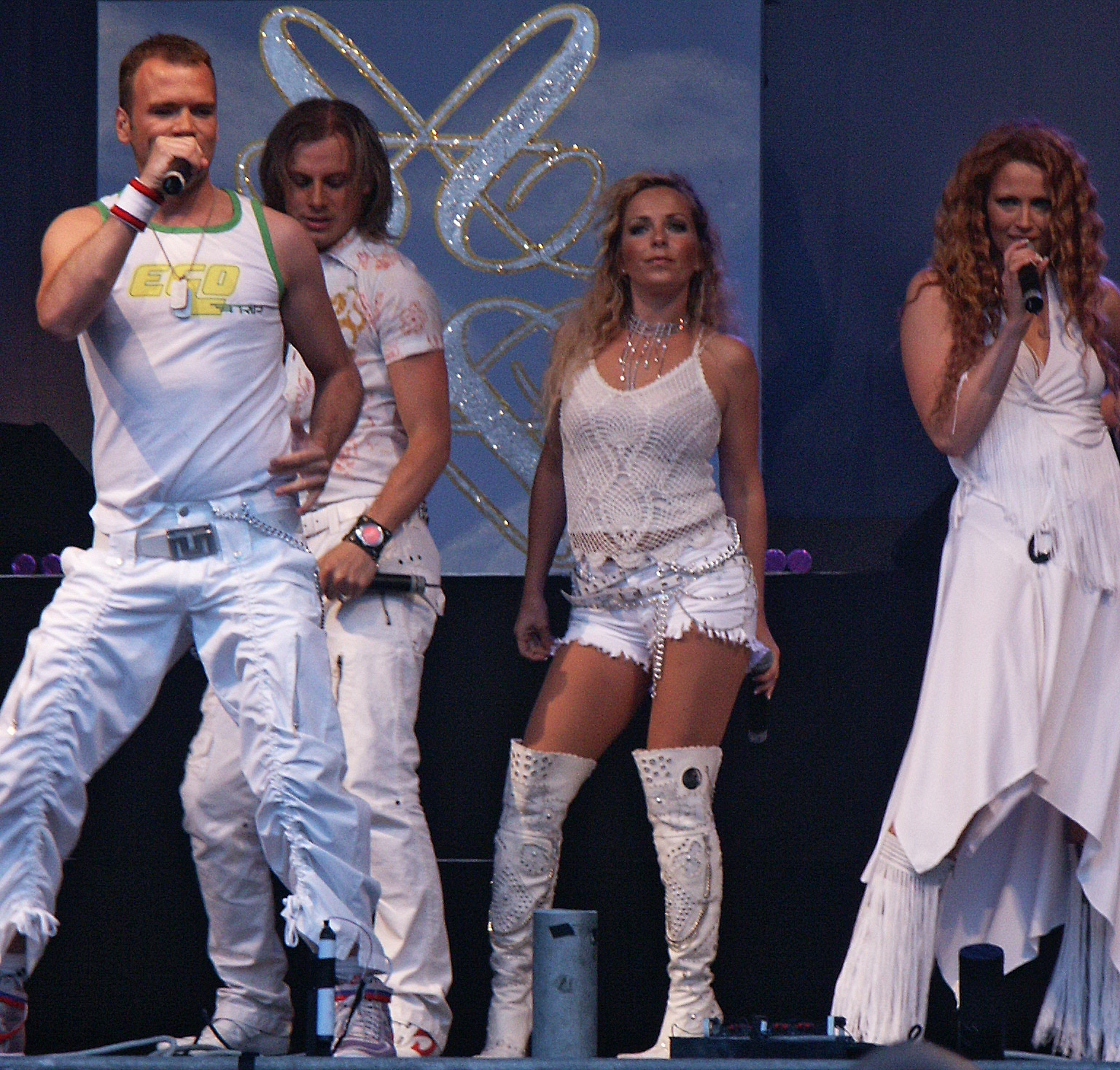
Az Alcazar svéd popegyüttes This Is The World We Live In című dalával 6 héten keresztül uralta a listát.

| † | A 2004-es összesített lista első helyezettjét jelzi |

| Dátum          | Dal                          | Előadó          |
| -------------- | ---------------------------- | --------------- |
| December 29.   | Un' Emozione Per Sempre      | Eros Ramazzotti |
| Január 5.      | Un' Emozione Per Sempre      | Eros Ramazzotti |
| Január 12.     | White Flag                   | Dido            |
| Január 19.     | In The Shadows               | The Rasmus      |
| Január 26.     | Ha újra látom                | Groovehouse     |
| Február 2.     | In The Shadows               | The Rasmus      |
| Február 9.     | In The Shadows               | The Rasmus      |
| Február 16.    | Let The Sunshine In †        | Milk & Sugar    |
| Február 23.    | Let The Sunshine In †        | Milk & Sugar    |
| Március 1.     | Let The Sunshine In †        | Milk & Sugar    |
| Március 8.     | Look Through My Eyes         | Phil Collins    |
| Március 15.    | Let The Sunshine In †        | Milk & Sugar    |
| Március 22.    | Amazing                      | George Michael  |
| Március 29.    | Amazing                      | George Michael  |
| Április 5.     | Amazing                      | George Michael  |
| Április 12.    | Amazing                      | George Michael  |
| Április 19.    | Amazing                      | George Michael  |
| Április 26.    | Amazing                      | George Michael  |
| Május 3.       | Amazing                      | George Michael  |
| Május 10.      | Summer Sunshine              | The Corrs       |
| Május 17.      | Summer Sunshine              | The Corrs       |
| Május 24.      | Summer Sunshine              | The Corrs       |
| Május 31.      | Summer Sunshine              | The Corrs       |
| Június 7.      | Summer Sunshine              | The Corrs       |
| Június 14.     | Summer Sunshine              | The Corrs       |
| Június 21.     | Summer Sunshine              | The Corrs       |
| Június 28.     | Summer Sunshine              | The Corrs       |
| Július 5.      | Summer Sunshine              | The Corrs       |
| Július 12.     | Játszom                      | Hooligans       |
| Július 19.     | Summer Sunshine              | The Corrs       |
| Július 26.     | Summer Sunshine              | The Corrs       |
| Augusztus 2.   | Játszom                      | Hooligans       |
| Augusztus 9.   | Játszom                      | Hooligans       |
| Augusztus 16.  | Játszom                      | Hooligans       |
| Augusztus 23.  | Játszom                      | Hooligans       |
| Augusztus 30.  | Játszom                      | Hooligans       |
| Szeptember 6.  | Még egyszer                  | Club 54         |
| Szeptember 13. | This Love                    | Maroon 5        |
| Szeptember 20. | Játszom                      | Hooligans       |
| Szeptember 27. | This Is The World We Live In | Alcazar         |
| Október 4.     | This Is The World We Live In | Alcazar         |
| Október 11.    | This Is The World We Live In | Alcazar         |
| Október 18.    | This Is The World We Live In | Alcazar         |
| Október 25.    | This Is The World We Live In | Alcazar         |
| November 1.    | This Is The World We Live In | Alcazar         |
| November 8.    | (Reach Up For The) Sunrise   | Duran Duran     |
| November 15.   | Open Road                    | Bryan Adams     |
| November 22.   | (Reach Up For The) Sunrise   | Duran Duran     |
| November 29.   | (Reach Up For The) Sunrise   | Duran Duran     |
| December 6.    | Open Road                    | Bryan Adams     |
| December 13.   | (Reach Up For The) Sunrise   | Duran Duran     |
| December 20.   | (Reach Up For The) Sunrise   | Duran Duran     |
| December 27.   | (Reach Up For The) Sunrise   | Duran Duran     |

### 2003

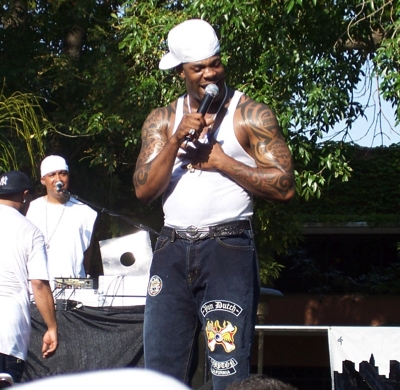
Busta Rhymes és Mariah Carey közös dala, az I Know What You Want 12 héten át volt listavezető

| Dátum          | Dal                                | Előadó                      |
| -------------- | ---------------------------------- | --------------------------- |
| December 30.   | Tu Es Foutou                       | In-Grid                     |
| Január 6.      | Dilemma                            | Nelly feat. Kelly Rowland   |
| Január 13.     | Dilemma                            | Nelly feat. Kelly Rowland   |
| Január 20.     | Tu Es Foutou                       | In-Grid                     |
| Január 27.     | Dilemma                            | Nelly feat. Kelly Rowland   |
| Február 3.     | Dilemma                            | Nelly feat. Kelly Rowland   |
| Február 10.    | Dilemma                            | Nelly feat. Kelly Rowland   |
| Február 17.    | Tu Es Foutou                       | In-Grid                     |
| Február 24.    | Tu Es Foutou                       | In-Grid                     |
| Március 3.     | Jenny From The Block               | Jennifer Lopez              |
| Március 10.    | Objection                          | Shakira                     |
| Március 17.    | Objection                          | Shakira                     |
| Március 24.    | Jenny From The Block               | Jennifer Lopez              |
| Március 31.    | Jenny From The Block               | Jennifer Lopez              |
| Április 7.     | Jenny From The Block               | Jennifer Lopez              |
| Április 14.    | Sorry Seems To Be The Hardest Word | Blue & Elton John           |
| Április 21.    | Sorry Seems To Be The Hardest Word | Blue & Elton John           |
| Április 28.    | Őrült szerelem                     | Baby Gabi & Lányi Lala      |
| Május 5.       | Őrült szerelem                     | Baby Gabi & Lányi Lala      |
| Május 12.      | Őrült szerelem                     | Baby Gabi & Lányi Lala      |
| Május 19.      | Őrült szerelem                     | Baby Gabi & Lányi Lala      |
| Május 26.      | Őrült szerelem                     | Baby Gabi & Lányi Lala      |
| Június 2.      | Ének az esőben                     | V-Tech                      |
| Június 9.      | Szerelemről szó sem volt           | Zanzibar                    |
| Június 16.     | Desenchantée                       | Kate Ryan                   |
| Június 23.     | Szerelemről szó sem volt           | Zanzibar                    |
| Június 30.     | Desenchantée                       | Kate Ryan                   |
| Július 7.      | Desenchantée                       | Kate Ryan                   |
| Július 14.     | Szerelemről szó sem volt           | Zanzibar                    |
| Július 21.     | Szerelemről szó sem volt           | Zanzibar                    |
| Július 28.     | Szerelemről szó sem volt           | Zanzibar                    |
| Augusztus 4.   | Desenchantée                       | Kate Ryan                   |
| Augusztus 11.  | Chihuahua                          | DJ Bobo                     |
| Augusztus 18.  | Rise And Fall                      | Craig David & Sting         |
| Augusztus 25.  | I Know What You Want               | Busta Rhymes & Mariah Carey |
| Szeptember 1.  | I Know What You Want               | Busta Rhymes & Mariah Carey |
| Szeptember 8.  | I Know What You Want               | Busta Rhymes & Mariah Carey |
| Szeptember 15. | I Know What You Want               | Busta Rhymes & Mariah Carey |
| Szeptember 22. | I Know What You Want               | Busta Rhymes & Mariah Carey |
| Szeptember 29. | I Know What You Want               | Busta Rhymes & Mariah Carey |
| Október 6.     | I Know What You Want               | Busta Rhymes & Mariah Carey |
| Október 13.    | I Know What You Want               | Busta Rhymes & Mariah Carey |
| Október 20.    | I Know What You Want               | Busta Rhymes & Mariah Carey |
| Október 27.    | I Know What You Want               | Busta Rhymes & Mariah Carey |
| November 3.    | I Know What You Want               | Busta Rhymes & Mariah Carey |
| November 10.   | I Know What You Want               | Busta Rhymes & Mariah Carey |
| November 17.   | Un' Emozione Per Sempre            | Eros Ramazzotti             |
| November 24.   | Un' Emozione Per Sempre            | Eros Ramazzotti             |
| December 1.    | Un' Emozione Per Sempre            | Eros Ramazzotti             |
| December 8.    | Un' Emozione Per Sempre            | Eros Ramazzotti             |
| December 15.   | Un' Emozione Per Sempre            | Eros Ramazzotti             |
| December 22.   | Un' Emozione Per Sempre            | Eros Ramazzotti             |

### 2002

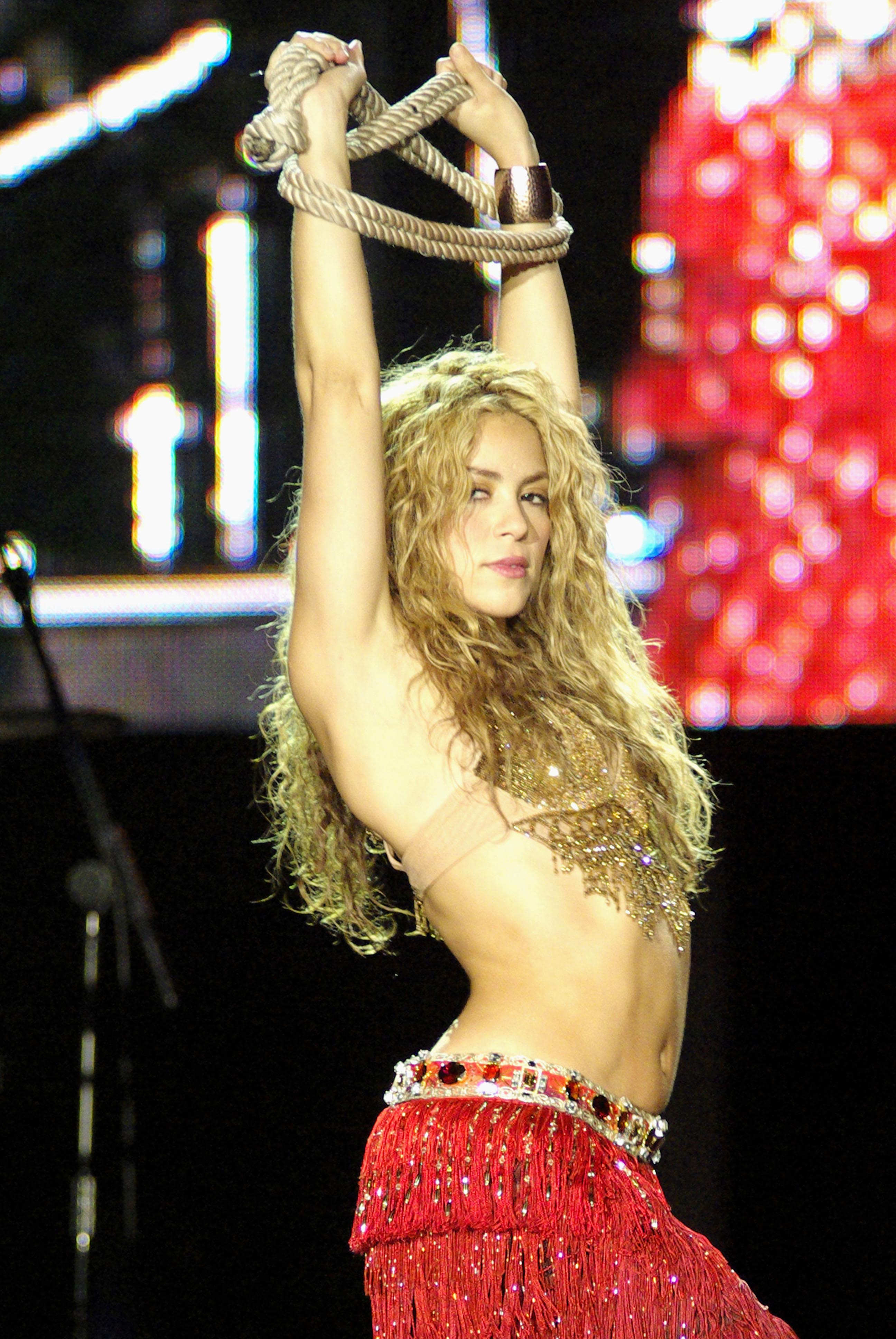
Shakira, kolumbiai énekesnő Whenever, Wherever című száma volt a toplista első alkalommal number-one pozíciót elért dala.

| Dátum          | Dal                        | Előadó                |
| -------------- | -------------------------- | --------------------- |
| Május 13.      | Whenever, Wherever         | Shakira               |
| Május 20.      | Whenever, Wherever         | Shakira               |
| Május 27.      | Whenever, Wherever         | Shakira               |
| Június 3.      | Hajnal                     | Groovehouse           |
| Június 10.     | Csillagtenger              | Unique                |
| Június 17.     | Whenever, Wherever         | Shakira               |
| Június 24.     | Hajnal                     | Groovehouse           |
| Július 1.      | Hajnal                     | Groovehouse           |
| Július 8.      | Hajnal                     | Groovehouse           |
| Július 15.     | Like a Prayer              | Mad'House             |
| Július 22.     | Like a Prayer              | Mad'House             |
| Július 29.     | Like a Prayer              | Mad'House             |
| Augusztus 5.   | Like a Prayer              | Mad'House             |
| Augusztus 12.  | A Little Less Conversation | Elvis Presley vs. JXL |
| Augusztus 19.  | A Little Less Conversation | Elvis Presley vs. JXL |
| Augusztus 26.  | A Little Less Conversation | Elvis Presley vs. JXL |
| Szeptember 2.  | A Little Less Conversation | Elvis Presley vs. JXL |
| Szeptember 9.  | A Little Less Conversation | Elvis Presley vs. JXL |
| Szeptember 16. | Like a Prayer              | Mad'House             |
| Szeptember 23. | Asereje                    | Las Ketchup           |
| Szeptember 30. | Asereje                    | Las Ketchup           |
| Október 7.     | Asereje                    | Las Ketchup           |
| Október 14.    | Asereje                    | Las Ketchup           |
| Október 21.    | Asereje                    | Las Ketchup           |
| Október 28.    | Asereje                    | Las Ketchup           |
| November 4.    | Asereje                    | Las Ketchup           |
| November 11.   | Asereje                    | Las Ketchup           |
| November 18.   | Asereje                    | Las Ketchup           |
| November 25.   | Asereje                    | Las Ketchup           |
| December 2.    | Asereje                    | Las Ketchup           |
| December 9.    | Asereje                    | Las Ketchup           |
| December 16.   | Tu Es Foutou               | In-Grid               |
| December 23.   | Tu Es Foutou               | In-Grid               |